# Saint-Junien
Pour les articles homonymes, voir Junien.
Saint-Junien est une commune du Centre-Ouest de la France située dans le département de la Haute-Vienne, en région Nouvelle-Aquitaine et l'ancienne province historique du Limousin. Chef-lieu de canton, elle est bordée par la Vienne quand celle-ci, au pied des monts de Blond, sort de son parcours tortueux et du Massif central.
Avec 11 382 habitants au dernier recensement de 2022, c'est la deuxième ville du département par la population, après Limoges, alors qu'elle n'est même pas sous-préfecture, ce statut ayant été attribué aux villes voisines de Rochechouart à 9 km au sud, et de Bellac à 30 km au nord-est, pourtant toutes deux peuplées de 4 000 habitants environ.
Cité de tradition industrielle, la ville est célèbre pour ses papeteries, son industrie du feutre, ses mégisseries et ses ganteries. La ganterie se développe dès le Moyen Âge et acquiert au XVe siècle une grande renommée. Aujourd'hui, une centaine d'ouvriers et trois fabriques produisent annuellement près de 1 500 000 paires de gants, dont plus du quart est exporté.
Saint-Junien est également connue pour ses ostensions, processions cultuelles très populaires.
Saint-Junien est en outre l'une des six villes portes du parc naturel régional Périgord-Limousin.
Ses habitants sont appelés les Saint-Juniauds.

## Géographie

### Localisation
La commune se situe dans l'Ouest du département de la Haute-Vienne, à 30 km à l'ouest de Limoges, 33 km au sud-ouest de Bellac, 27 km au sud-est de Confolens, 72 km au nord-est d'Angoulême et 10 km au nord-est de Rochechouart. Elle est directement limitrophe du département de la Charente.
| Saulgond (Charente) | Brigueuil (Charente) | Oradour-sur-Glane      |
| Étagnac (Charente)  | Saint-Junien         | Saint-Brice-sur-Vienne |
| Saillat-sur-Vienne  | Chaillac-sur-Vienne  | Saint-Martin-de-Jussac |

### Géologie et relief
La superficie de la commune est de 5 682 hectares ; l'altitude varie entre 157 et 317 mètres. La commune se trouve dans l'emprise du cratère de la météorite de Rochechouart.

### Hydrographie
Elle est bordée au sud par la Vienne, dans laquelle se jette la Glane à l'ouest de la ville. Au nord, la commune est délimitée par le Goire.

### Voies de communication et transports
Saint-Junien est située sur la RN 141 (Saintes-Angoulême - Limoges - Aubusson - Clermont-Ferrand). L'accès se fait par l' de Bellac-Saint-Junien.
La ville est également établie sur un axe nord-est/sud-ouest, représenté par la RD 675 (Bellac - Rochechouart - Nontron - Périgueux).
| Ligne | Caractéristiques                               | Caractéristiques                               | Caractéristiques                               | Caractéristiques                               | Caractéristiques                               | Caractéristiques                               | Caractéristiques                               | Caractéristiques                               | Caractéristiques                               |
| ----- | ---------------------------------------------- | ---------------------------------------------- | ---------------------------------------------- | ---------------------------------------------- | ---------------------------------------------- | ---------------------------------------------- | ---------------------------------------------- | ---------------------------------------------- | ---------------------------------------------- |
| L18   | ANGOULÊME ↔ Saint-Junien ↔ LIMOGES-BÉNÉDICTINS | ANGOULÊME ↔ Saint-Junien ↔ LIMOGES-BÉNÉDICTINS | ANGOULÊME ↔ Saint-Junien ↔ LIMOGES-BÉNÉDICTINS | ANGOULÊME ↔ Saint-Junien ↔ LIMOGES-BÉNÉDICTINS | ANGOULÊME ↔ Saint-Junien ↔ LIMOGES-BÉNÉDICTINS | ANGOULÊME ↔ Saint-Junien ↔ LIMOGES-BÉNÉDICTINS | ANGOULÊME ↔ Saint-Junien ↔ LIMOGES-BÉNÉDICTINS | ANGOULÊME ↔ Saint-Junien ↔ LIMOGES-BÉNÉDICTINS | ANGOULÊME ↔ Saint-Junien ↔ LIMOGES-BÉNÉDICTINS |
|       | Longueur 118,8 km                              | Durée 1 h 50                                   | Nb. arrêts 13                                  | Soirée / Dimanche - Férié · Non /              | Horaires 4 h 50 - 18 h 40                      | Réseau TER Nouvelle-Aquitaine                  |                                                |                                                |                                                |

### Climat
Le climat qui caractérise la commune est qualifié, en 2010, de « climat océanique altéré », selon la typologie des climats de la France qui compte alors huit grands types de climats en métropole. En 2020, la commune ressort du même type de climat dans la classification établie par Météo-France, qui ne compte désormais, en première approche, que cinq grands types de climats en métropole. Il s’agit d’une zone de transition entre le climat océanique, le climat de montagne et le climat semi-continental. Les écarts de température entre hiver et été augmentent avec l'éloignement de la mer. La pluviométrie est plus faible qu'en bord de mer, sauf aux abords des reliefs.
Les paramètres climatiques qui ont permis d’établir la typologie de 2010 comportent six variables pour les températures et huit pour les précipitations, dont les valeurs correspondent à la normale 1971-2000. Les sept principales variables caractérisant la commune sont présentées dans l'encadré ci-après.
| Paramètres climatiques communaux sur la période 1971-2000 - Moyenne annuelle de température : 11,7 °C - Nombre de jours avec une température inférieure à −5 °C : 3,3 j - Nombre de jours avec une température supérieure à 30 °C : 6 j - Amplitude thermique annuelle : 15,1 °C - Cumuls annuels de précipitation : 964 mm - Nombre de jours de précipitation en janvier : 13,3 j - Nombre de jours de précipitation en juillet : 7,6 j |

Avec le changement climatique, ces variables ont évolué. Une étude réalisée en 2014 par la Direction générale de l'Énergie et du Climat complétée par des études régionales prévoit en effet que la  température moyenne devrait croître et la pluviométrie moyenne baisser, avec toutefois de fortes variations régionales. La station météorologique de Météo-France installée sur la commune et mise en service en 1996 permet de connaître en continu l'évolution des indicateurs météorologiques. Le tableau détaillé pour la période 1981-2010 est présenté ci-après.
| Mois                                  | jan.           | fév.           | mars           | avril         | mai           | juin          | jui.          | août          | sep.          | oct.          | nov.          | déc.           | année      |
| ------------------------------------- | -------------- | -------------- | -------------- | ------------- | ------------- | ------------- | ------------- | ------------- | ------------- | ------------- | ------------- | -------------- | ---------- |
| Température minimale moyenne (°C)     | 1,4            | 1,4            | 3,5            | 5,5           | 9,1           | 12,3          | 13,4          | 13,3          | 10,1          | 8,3           | 3,9           | 1,5            | 7          |
| Température moyenne (°C)              | 4,7            | 5,6            | 8,3            | 10,6          | 14,3          | 17,9          | 19,2          | 19,3          | 15,9          | 12,8          | 7,4           | 4,8            | 11,8       |
| Température maximale moyenne (°C)     | 8              | 9,7            | 13,1           | 15,7          | 19,6          | 23,5          | 24,9          | 25,3          | 21,7          | 17,3          | 11            | 8,2            | 16,5       |
| Record de froid (°C) date du record   | −10,5 09.01.09 | −13,6 06.02.12 | −11,8 01.03.05 | −3,9 17.04.12 | −1,1 08.05.97 | 3,5 07.06.20  | 5,4 10.07.04  | 5,2 21.08.14  | 1,1 28.09.08  | −4,7 30.10.97 | −9,4 24.11.98 | −11,7 24.12.01 | −13,6 2012 |
| Record de chaleur (°C) date du record | 18,5 01.01.22  | 24,2 27.02.19  | 25,9 19.03.05  | 29,8 30.04.05 | 31,2 27.05.05 | 37,1 27.06.11 | 38,6 23.07.19 | 39,7 05.08.03 | 34,5 14.09.20 | 28,3 02.10.11 | 23,9 01.11.15 | 18,3 31.12.21  | 39,7 2003  |
| Précipitations (mm)                   | 81,8           | 69,8           | 81,5           | 92,4          | 88,2          | 70,1          | 66,2          | 74,5          | 64            | 84,4          | 108,5         | 96,2           | 977,6      |

## Urbanisme

### Typologie
Saint-Junien est une commune urbaine, car elle fait partie des communes denses ou de densité intermédiaire, au sens de la grille communale de densité de l'Insee,,,. Elle appartient à l'unité urbaine de Saint-Junien, une unité urbaine monocommunale de 11 382 habitants en 2022, constituant une ville isolée,.
Par ailleurs la commune fait partie de l'aire d'attraction de Limoges, dont elle est une commune de la couronne. Cette aire, qui regroupe 127 communes, est catégorisée dans les aires de 200 000 à moins de 700 000 habitants,.

### Occupation des sols
L'occupation des sols de la commune, telle qu'elle ressort de la base de données européenne d’occupation biophysique des sols Corine Land Cover (CLC), est marquée par l'importance des territoires agricoles (70,8 % en 2018), en diminution par rapport à 1990 (75,7 %). La répartition détaillée en 2018 est la suivante : 
prairies (50,8 %), zones agricoles hétérogènes (17,9 %), forêts (13,4 %), zones urbanisées (10,9 %), zones industrielles ou commerciales et réseaux de communication (3,4 %), terres arables (2,2 %), eaux continentales (1,4 %), mines, décharges et chantiers (0,1 %). L'évolution de l’occupation des sols de la commune et de ses infrastructures peut être observée sur les différentes représentations cartographiques du territoire : la carte de Cassini (XVIIIe siècle), la carte d'état-major (1820-1866) et les cartes ou photos aériennes de l'IGN pour la période actuelle (1950 à aujourd'hui).

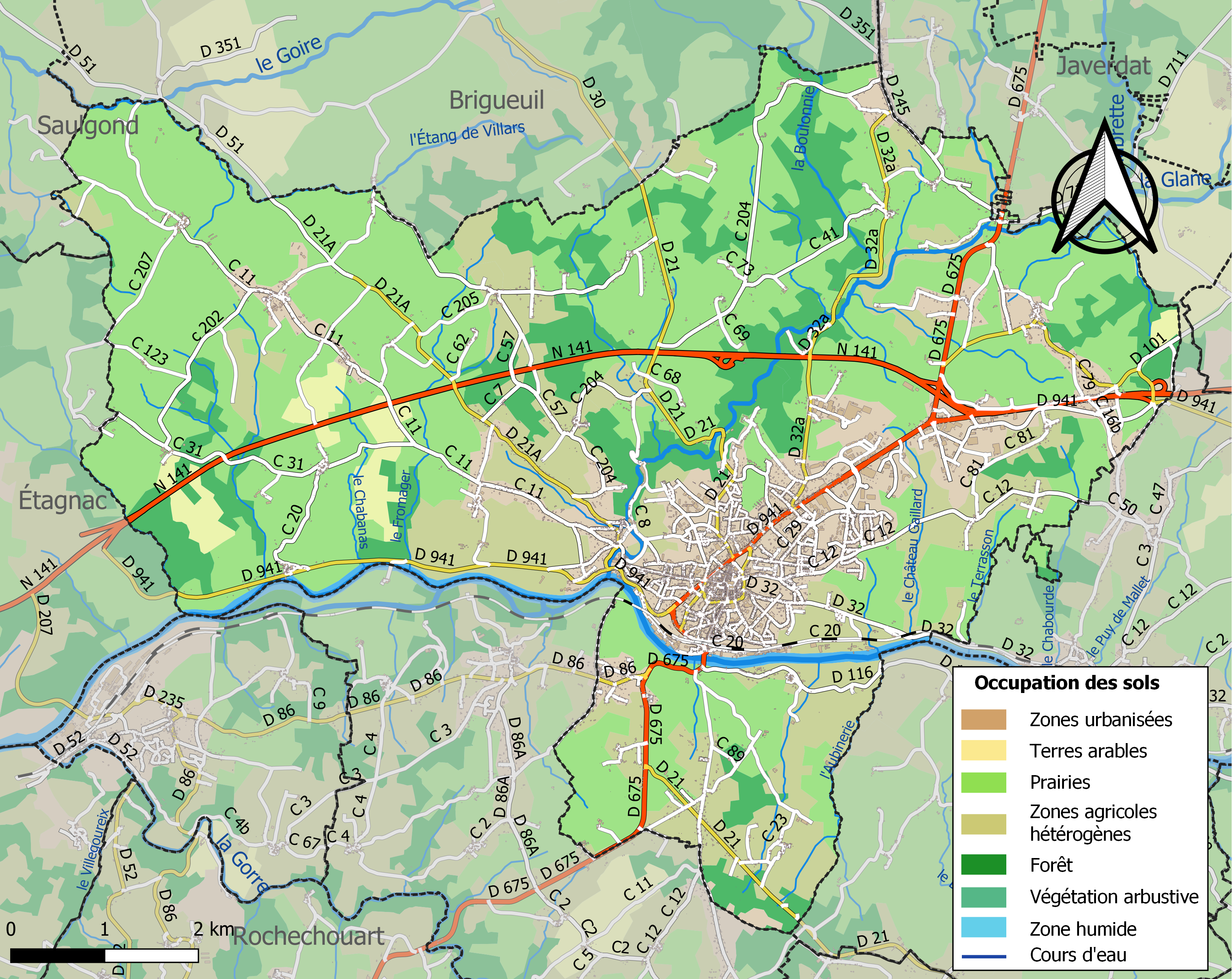
Carte des infrastructures et de l'occupation des sols de la commune en 2018 (CLC).

### Logement
En 2022, le nombre total de logements dans la commune était de 6 659, alors qu'il était de 6 036 en 2009.
Parmi ces logements, 87,3 % des logements, 3,8% des résidences secondaires et 8,9% des logements vacants. Ces logements étaient pour 68,2 % d'entre eux des maisons individuelles et pour 31,8 % des appartements.
La  proportion des résidences principales, propriétés de leurs occupants, était de 58,1 %, en légère hausse par rapport à 2009 (58,0 %). La part de logements HLM loués vides (logements sociaux), qui était de 20,7 % en 1999, n'était plus que de 17,9 % en 2009, leur nombre ayant baissé : 995 contre 1 019.

## Risques majeurs
Le territoire de la commune de Saint-Junien est vulnérable à différents aléas naturels : météorologiques (tempête, orage, neige, grand froid, canicule ou sécheresse), inondations et séisme (sismicité faible). Il est également exposé à deux risques technologiques, le transport de matières dangereuses et la rupture d'un barrage, et à un risque particulier : le risque de radon. Un site publié par le BRGM permet d'évaluer simplement et rapidement les risques d'un bien localisé soit par son adresse soit par le numéro de sa parcelle.

### Risques naturels
Certaines parties du territoire communal sont susceptibles d’être affectées par le risque d’inondation par débordement de cours d'eau, notamment la Vienne, la Glane et le Goire. La commune a été reconnue en état de catastrophe naturelle au titre des dommages causés par les inondations et coulées de boue survenues en 1982, 1993 et 1999,. Le risque inondation est pris en compte dans l'aménagement du territoire de la commune par le biais du plan de prévention des risques inondation (PPRI) de la « Vienne d'Aixe à Saillat », approuvé le 12 octobre 2007.

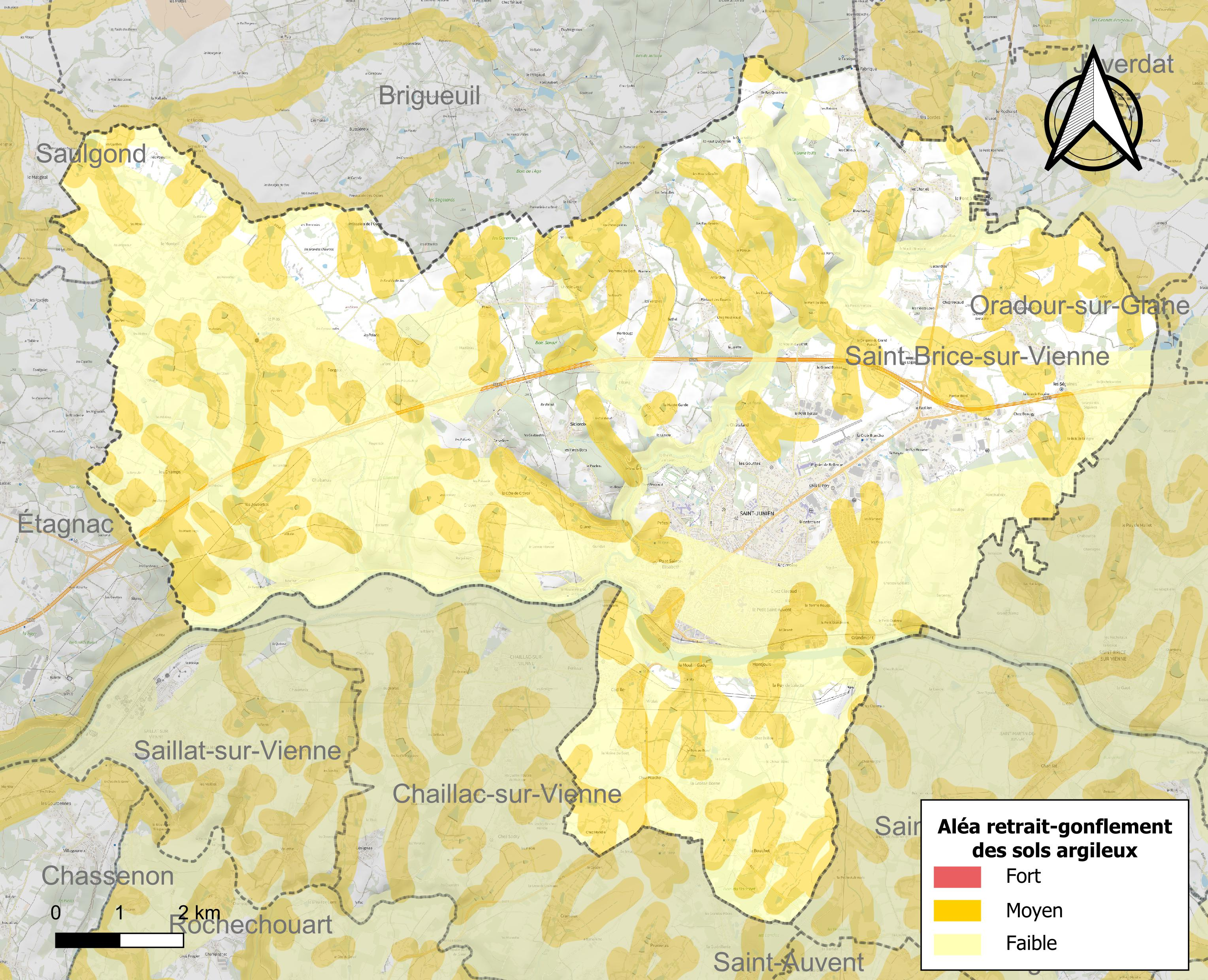
Carte des zones d'aléa retrait gonflement des sols argileux de Saint-Junien.

Le retrait-gonflement des sols argileux est susceptible d'engendrer des dommages importants aux bâtiments en cas d’alternance de périodes de sécheresse et de pluie. 34,2 % de la superficie communale est en aléa moyen ou fort (27 % au niveau départemental et 48,5 % au niveau national métropolitain). Depuis le 1er octobre 2020, en application de la loi ÉLAN, différentes contraintes s'imposent aux vendeurs, maîtres d'ouvrages ou constructeurs de biens situés dans une zone classée en aléa moyen ou fort,.
La commune a été reconnue en état de catastrophe naturelle au titre des dommages causés par la sécheresse en 2003 et par des mouvements de terrain en 1999.

### Risque technologique
La commune est en outre située en aval des barrages de Lavaud-Gelade, dans la Creuse, de Saint-Marc et de Vassivière, des ouvrages de classe A. À ce titre elle est susceptible d’être touchée par l’onde de submersion consécutive à la rupture de cet ouvrage.

### Risque particulier
Dans plusieurs parties du territoire national, le radon, accumulé dans certains logements ou autres locaux, peut constituer une source significative d’exposition de la population aux rayonnements ionisants. Selon la classification de 2018, la commune de Saint-Junien est classée en zone 3, à savoir zone à potentiel radon significatif.

## Odonymie

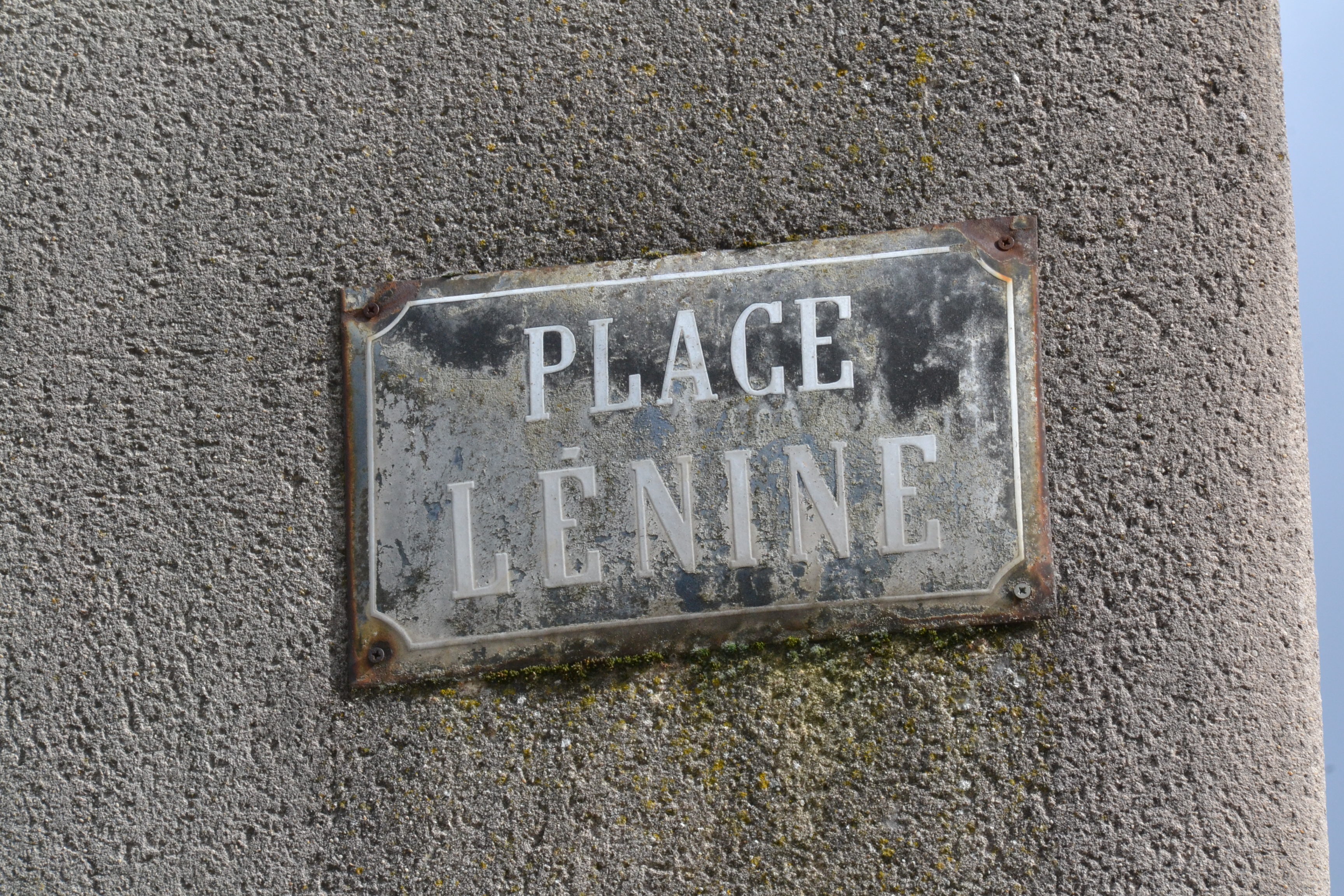
Plaque de rue de la place Lénine (ici en 2020).

Saint-Junien est une ville de forte tradition communiste, marquée par la municipalité de Joseph Lasvergnas (1919-1939), Martial Pascaud (1944-1965) et Roland Mazoin (maire de 1965 à 2001), désormais dirigée par Pierre Allard, membre de l'Alternative Démocratie Socialisme (parti localement implanté né d'une scission avec le PCF). Cette particularité est en grande partie due à l'importance du secteur industriel ouvrier de la ganterie aux XIXe et XXe siècles, à l'instar de Limoges.
Ce contexte historique et politique explique de nombreux noms de rues : l'odonymie de Saint-Junien a fait l'objet d'une recherche approfondie menée par des élèves du collège Louise-Michel sous la direction de deux professeurs. En voici des exemples marqués politiquement :
- Rue Edgar-André, militant communiste anti-nazi ;
- Avenue Henri-Barbusse, ex-avenue du Président-Wilson ;
- Boulevard Marcel-Cachin, ex-boulevard Staline (jusqu'en 1961) ;
- Boulevard Pierre-Brossolette ;
- Place de la Coopération ;
- Rue Auguste-Gagne, agriculteur et adjoint communiste ;
- Collège Paul-Langevin ;
- Place Joseph-Lasvergnas, gantier et premier maire communiste de Saint-Junien ;
- Place Lénine ;
- Faubourg Karl-Liebknecht, communiste allemand ;
- Avenue Rosa-Luxemburg, révolutionnaire allemande ;
- Rue Karl-Marx, qui a remplacé en 1945 la rue Georges-Clemenceau ;
- Quai des Mégisseries ;
- Collège Louise-Michel, anarchiste ;
- Rue Marcel-Paul ;
- Rue Gabriel-Péri ;
- Avenue Elisée-Reclus, géographe anarchiste ;
- Parc des sports Maurice-Thorez ;
- Rue Edouard-Vaillant ;
- Avenue Paul-Vaillant-Couturier, ancien rédacteur en chef de l'Humanité ;
- Rue Eugène-Varlin, socialiste et communard.

Pendant la Seconde Guerre mondiale, un des volets de la politique du régime de Vichy concerne le nom des rues. S’appuyant sur des dispositions remontant aux derniers mois de la Troisième République, il impose la débaptisation de rues dont le nom ne concorde pas avec ses valeurs, notamment celles évoquant l’Angleterre (anglophobie), les Juifs (antisémitisme), le communisme etc. Deux rues de la ville consacrées à des Communards (Eugène Varlin et Zéphyrin Camelinat) sont débaptisées.

## Histoire

### Origines

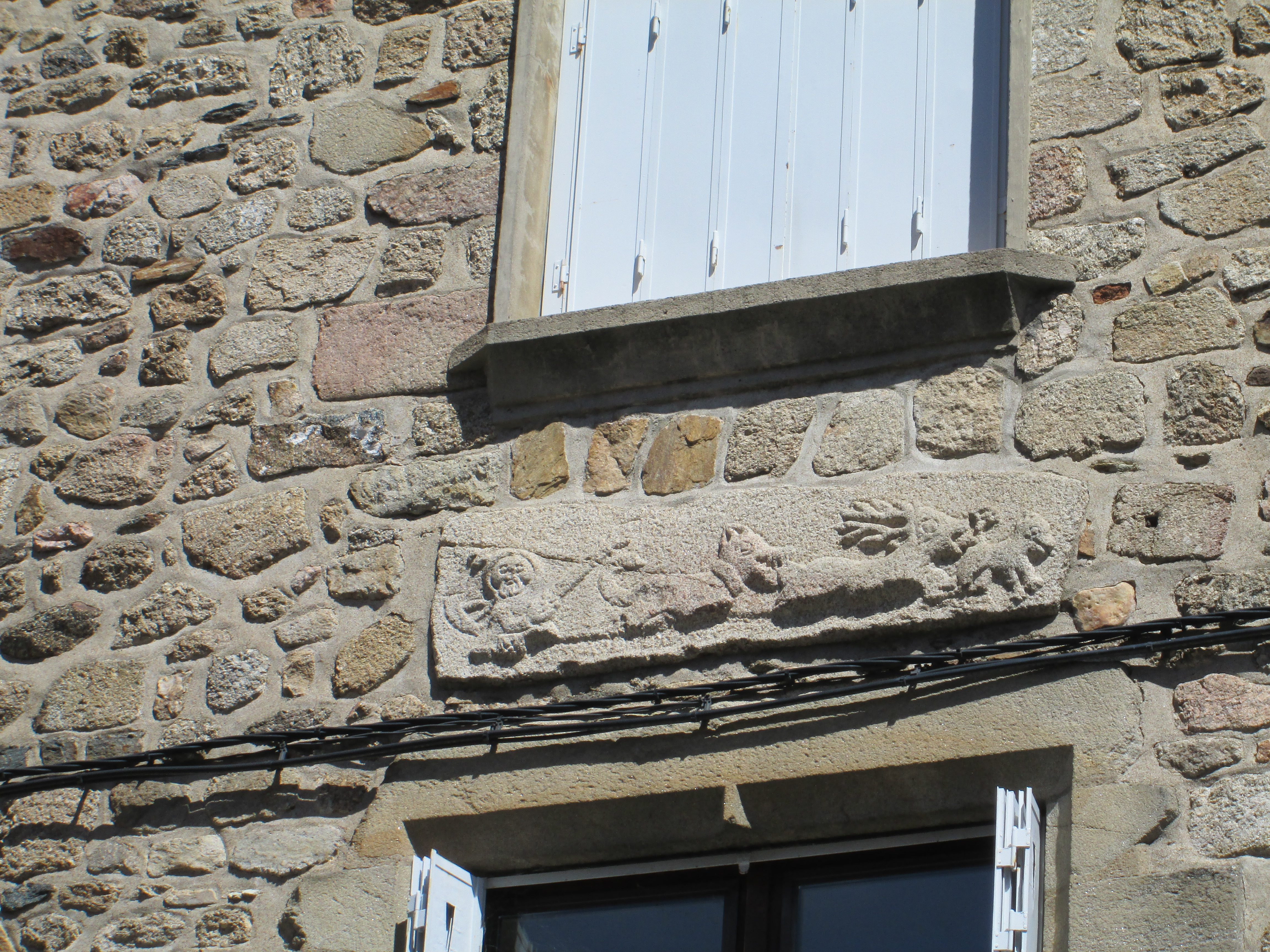
Dans les rues de Saint-Junien, réemploi d'un monument gallo-romain.

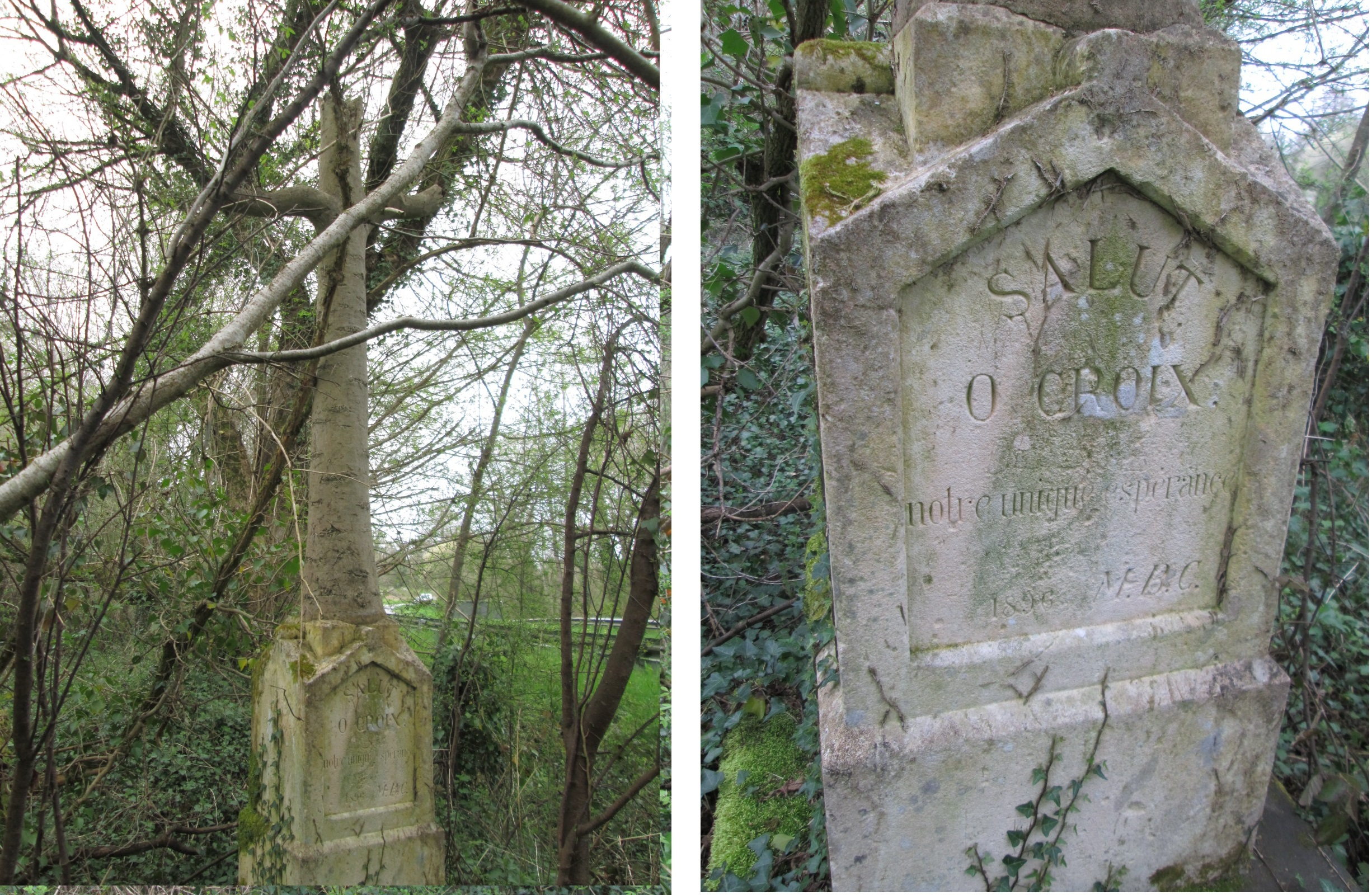
Calvaire oublié sur la route du moulin de l'hôpital, Saint-Junien.

Dès l’an 500, un ascète d’origine panonnienne (Hongrie actuelle), saint Amand, choisit un gîte sur la rive droite de la Vienne, non loin de son confluent avec la Glane, dans une région appelée Comodoliacum. L’évêque de Limoges Rorice Ier lui offre une humble cellule. C’est alors que Junien, originaire du Nord, fils d’un comte de Cambrai, baptisé par saint Rémi de Reims, quitta sa famille à l’âge de 15 ans et devint un disciple de saint Amand. Il frappa à la porte de l’ermite, mais celui-ci ne lui répondit pas. La nuit, Junien fut épargné par la neige qui tombait. Il vécut en ermite et après la mort de son maître, vécut à l’emplacement de l’actuelle collégiale. Durant sa vie, il est dit qu'il accomplit quatre grands miracles. Il débarrassa la région d’un dragon qui dévorait bêtes et humains, en le chassant à l’aide d’une croix. Il délivra les Poitevins du feu intérieur qui les brûlait grâce à de l’eau d’une source. Il jeta le démon dans un gouffre, en faisant le signe de croix. Et Junien chassa le démon du neveu de l’évêque de Limoges, Rorice, qui en 540 devenu lui-même évêque (Rorice II) présida ses obsèques. L’évêque fit élever un oratoire à sa mémoire, puis une église desservie par des chanoines réguliers de Saint-Augustin. Saint Junien est invoqué pour la guérison des aveugles et des paralytiques.

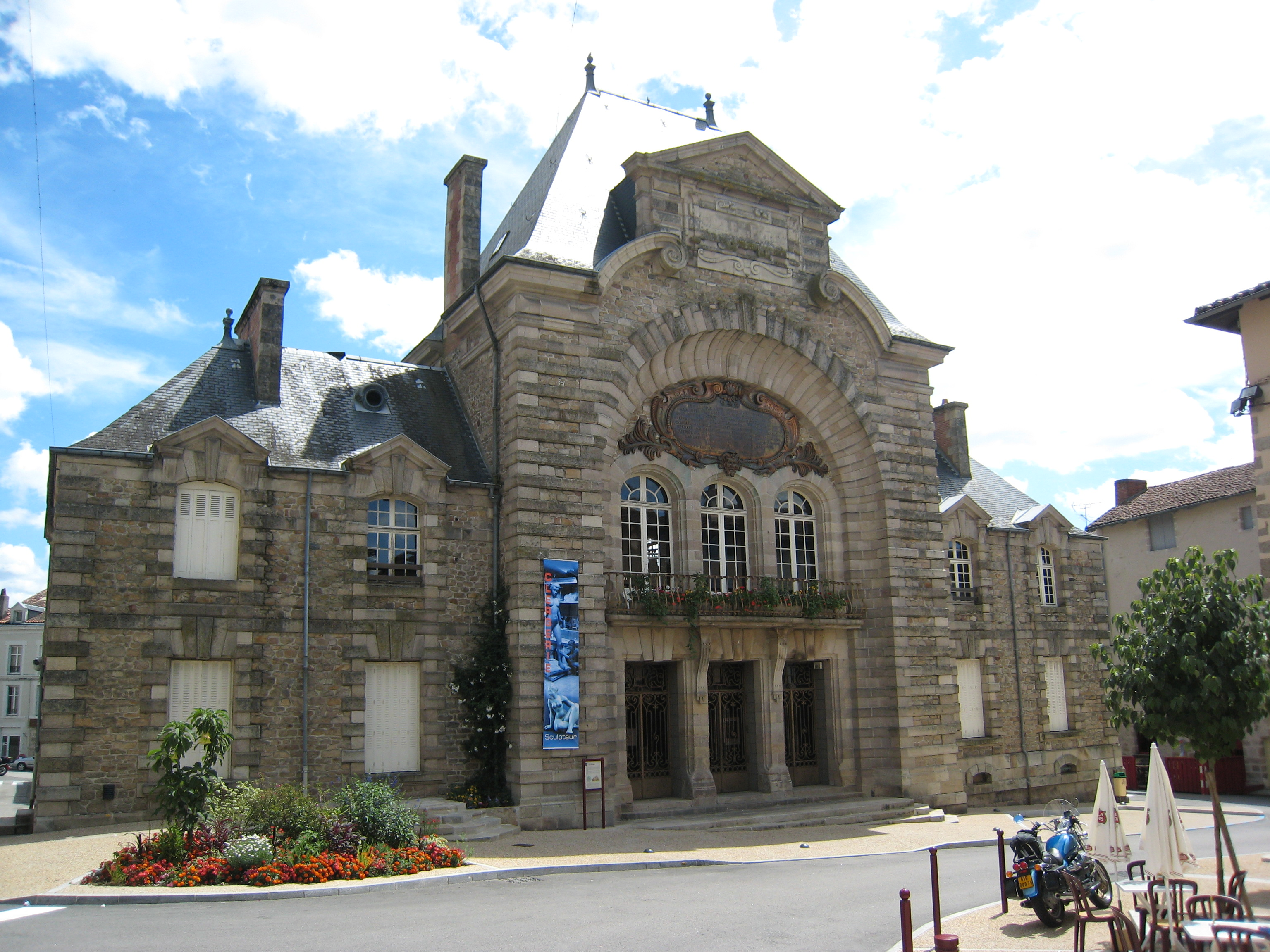
Salle des fêtes de Saint-Junien.

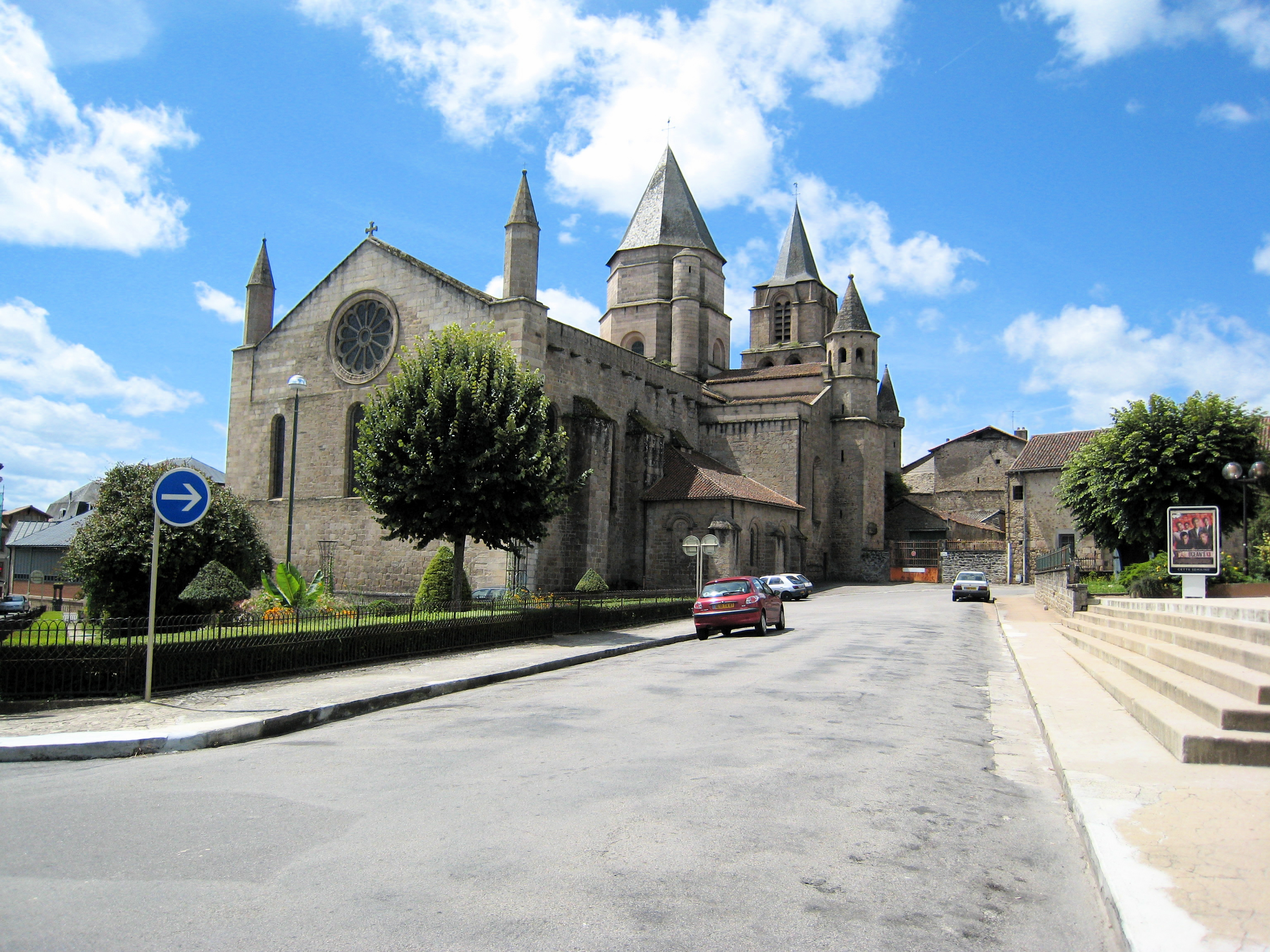
Collégiale Saint-Junien.

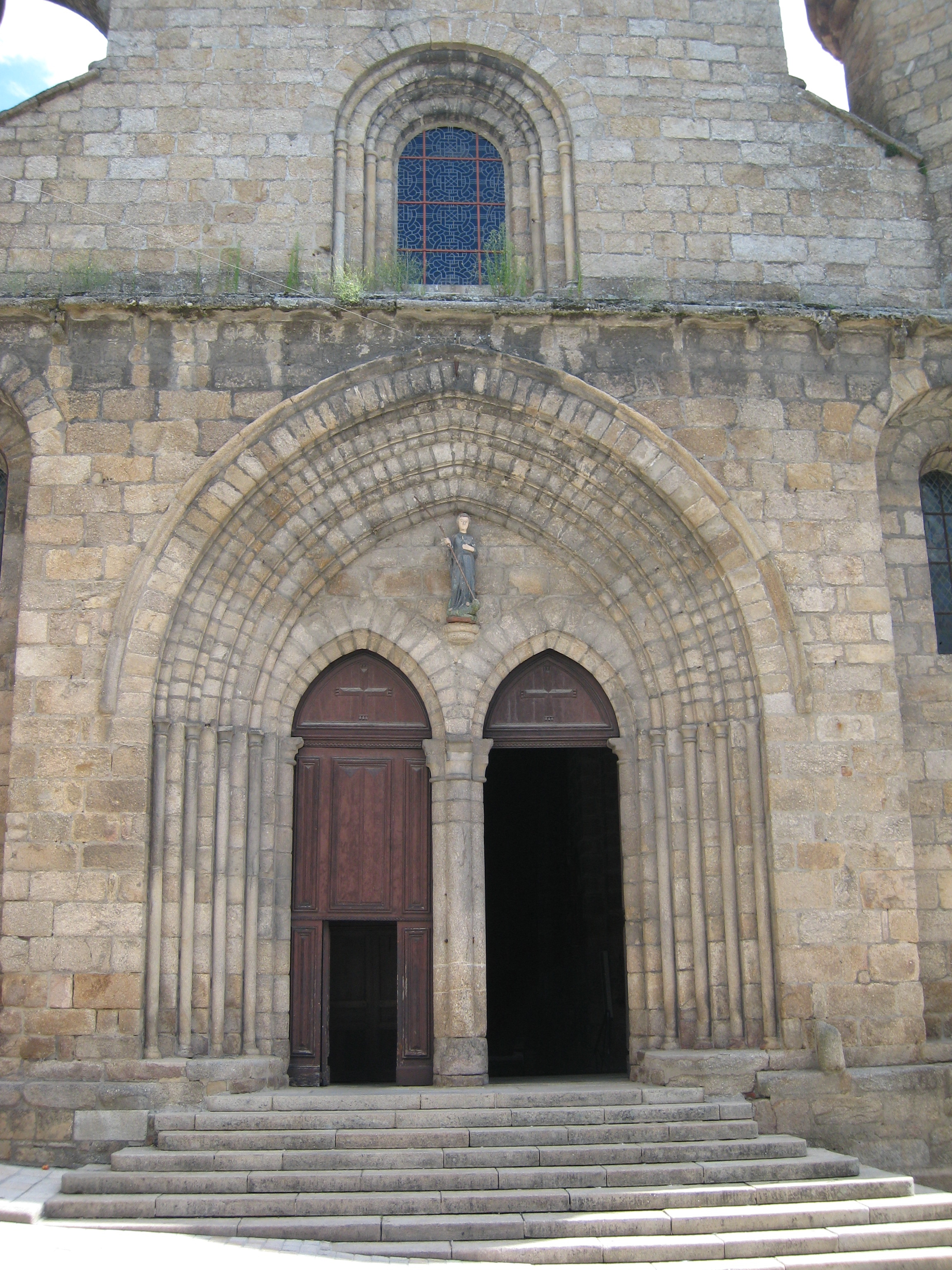
Façade de la collégiale Saint-Junien.

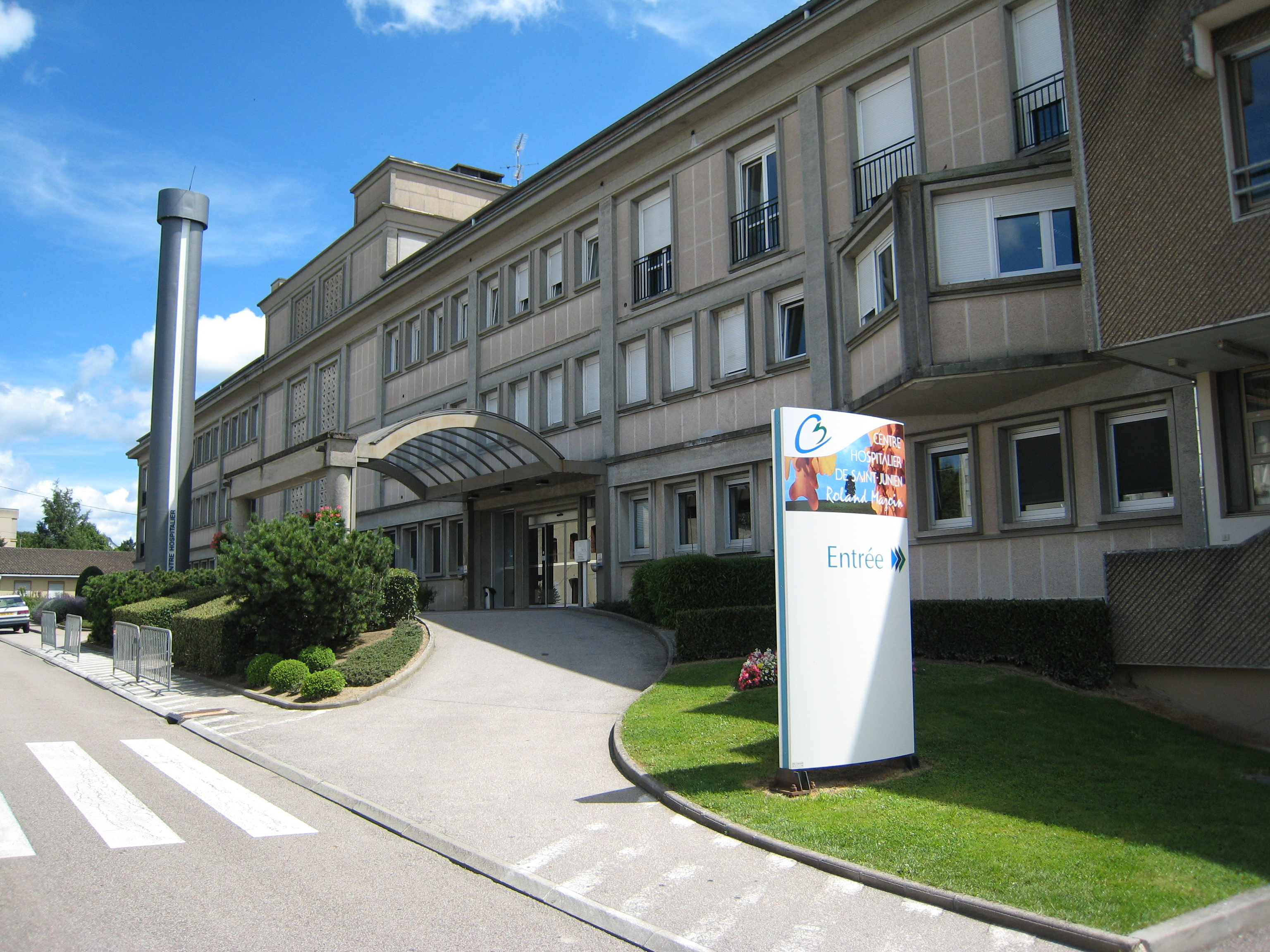
Centre Hospitalier.

### Moyen Âge
En 593, Grégoire de Tours est frappé par l’importance du pèlerinage sur le tombeau du saint. Une telle affluence provoque rapidement la naissance d’une agglomération autour de l’abbaye construite en l’honneur du saint. Mais le monastère est détruit par les Normands en 866. Après une tentative de restauration autour de l'an 900, l’abbaye vivote jusqu’à sa sécularisation par Sylvestre II en l’an 1000. Les chanoines ne résidant plus dans l’abbaye, ils contribuent à la renaissance de la ville par la construction de leurs habitations. Un prévôt, saint Israël, entreprend de rebâtir l’église, et ses successeurs poursuivent son œuvre jusqu’à sa consécration en 1100. À la fin du XIIIe siècle, à la suite de troubles et d’incursions armées, la cité est entourée de hautes murailles percées de quatre portes principales.
Au XVe siècle le chanoine Étienne Maleu rédige une chronique latine qui retrace l'histoire de Saint-Junien depuis la fondations de l'abbaye,,,.
Au XVe siècle, outre l’église qui est le seul monument encore existant de nos jours, l’ensemble collégial comprend cloître, pressoir, granges, psallette du chapitre (école de musique), ensemble épiscopal du seigneur évêque (logis, chapelle, prison, salle de justice) et le cimetière.
En 1577, pendant les guerres de religion, Léonard de Mascureau, un huguenot, est gouverneur de la ville.

### Les Hospitaliers
Les Hospitaliers de la commanderie de Limoges (Le Palais-sur-Vienne) et du grand prieuré d'Auvergne étaient implantés à Saint-Junien. En 1602, on mentionne un commandeur de Limoges et de Saint-Junien et les archives départementales conservent plusieurs terriers établis au cours du XVIIe siècle et du XVIIIe siècle. En 1727, son commandeur était frère Marc de la Richardie d'Auliac. Ce membre était appelé « Le Temple de Saint-Junien », ce qui laisse supposer une origine templière.

### Révolution française
Elle fut chef-lieu de district de 1790 à 1795, sous le nom de Junien-la-Montagne.

### Seconde Guerre mondiale
Par décret du 26 septembre 1939, les municipalités communistes sont suspendues, après la signature du pacte de non agression Pacte germano-soviétique signé par Viatcheslav Molotov pour Staline et Joachim von Ribbentrop pour Adolf Hitler. Joseph Lasvergnas, maire communiste depuis 1919, doit quitter son poste le 16 octobre 1939. Le préfet nomme alors une délégation spéciale habilitée à prendre les mêmes décisions qu'un conseil municipal. Son directeur est Emile Gibouin (1871-1952), chevalier de la légion d'honneur, de droite, directeur des papeteries du Limousin et ancien maire de Saint-Martin-de-Jussac. Joseph Lasvergnas l'avait proposé au préfet, car le moins marqué politiquement et le plus compétent.
Le 30 décembre 1939, la délégation spéciale qui administre la ville décide de changer le nom des rues et places à connotation marxiste. Ainsi, la place Lénine devient la place Sergent Maginot, l'avenue Rosa-Luxembourg devient l'avenue Foch, la rue Karl Marx devient la rue Clemenceau. Deux autres rues subissent le même sort en avril 1940 : l'avenue Henri Barbusse (écrivain communiste)  devient avenue Edouard Branly et l'avenue Vaillant-Couturier (un des fondateurs du parti communiste français) reprend le nom de avenue Thiers.
Septembre 1939 voit l'arrivée en Haute-Vienne de réfugiés de Schiltigheim (Bas Rhin) évacuée car trop proche d'un éventuel front de combat. À Saint Junien, les Alsaciens sont logés soit dans des cantonnements dans le quartier du Châtelard, soit dans des logements de particuliers. Une mairie provisoire de Schiltigheim ouvre au 8-10 place de la République.
Après leur retour en Alsace (annexée au Troisième Reich) pendant l'été 1940, ils seront  remplacés par des réfugiés lorrains  de  Fonteny (Moselle),.
Le 19 juin 1940, la ville subit un raid aérien (12 bombes larguées faisant 2 blessés). À la signature de l'armistice du 22 juin 1940, Saint-Junien se retrouve en zone libre. La campagne de 1940 a tué 17 Saint-Juniauds. 477 sont prisonniers de guerre. En septembre 1940, Martial Pascaud forme un des premiers réseaux de résistance.
Le 21 janvier 1941, l'avenue Jean Jaurès est rebaptisée avenue Pétain, par arrêté préfectoral. Vichy nomme Emile Gibouin maire le 11 février 1941. Puis un arrêté préfectoral nomme les membres du nouveau conseil municipal, qui se réunira pour la première fois le 12 avril 1941.
Le Maréchal Pétain se voit remettre, par une délégation d'industriels gantiers, 240 paires de gants de peau pour lui-même et sa garde personnelle  (25 avril 1941). Puis, accompagné de l'Amiral Darlan, il visite la cité gantière le 19 juin 1941, à l'occasion de son voyage en Limousin. Martial Pascaud, communiste, est  alors emprisonné par la gendarmerie de St Junien pendant trois jours.
En juillet 1941, les habitants juifs de Saint-Junien doivent se faire recenser auprès de la Mairie.

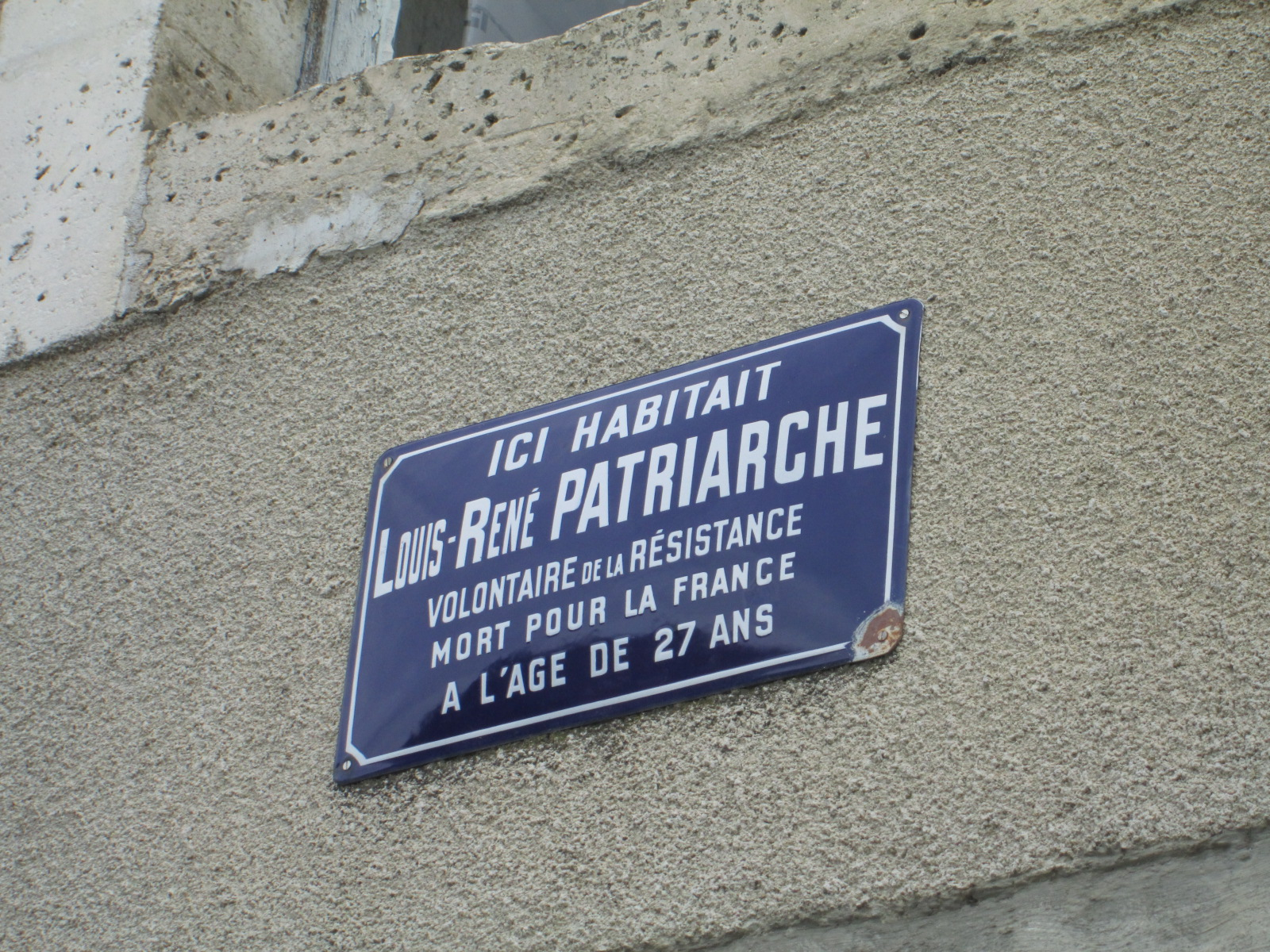
Village de Glane, plaque honorant Louis René Patriarche, résistant mort pour la France.

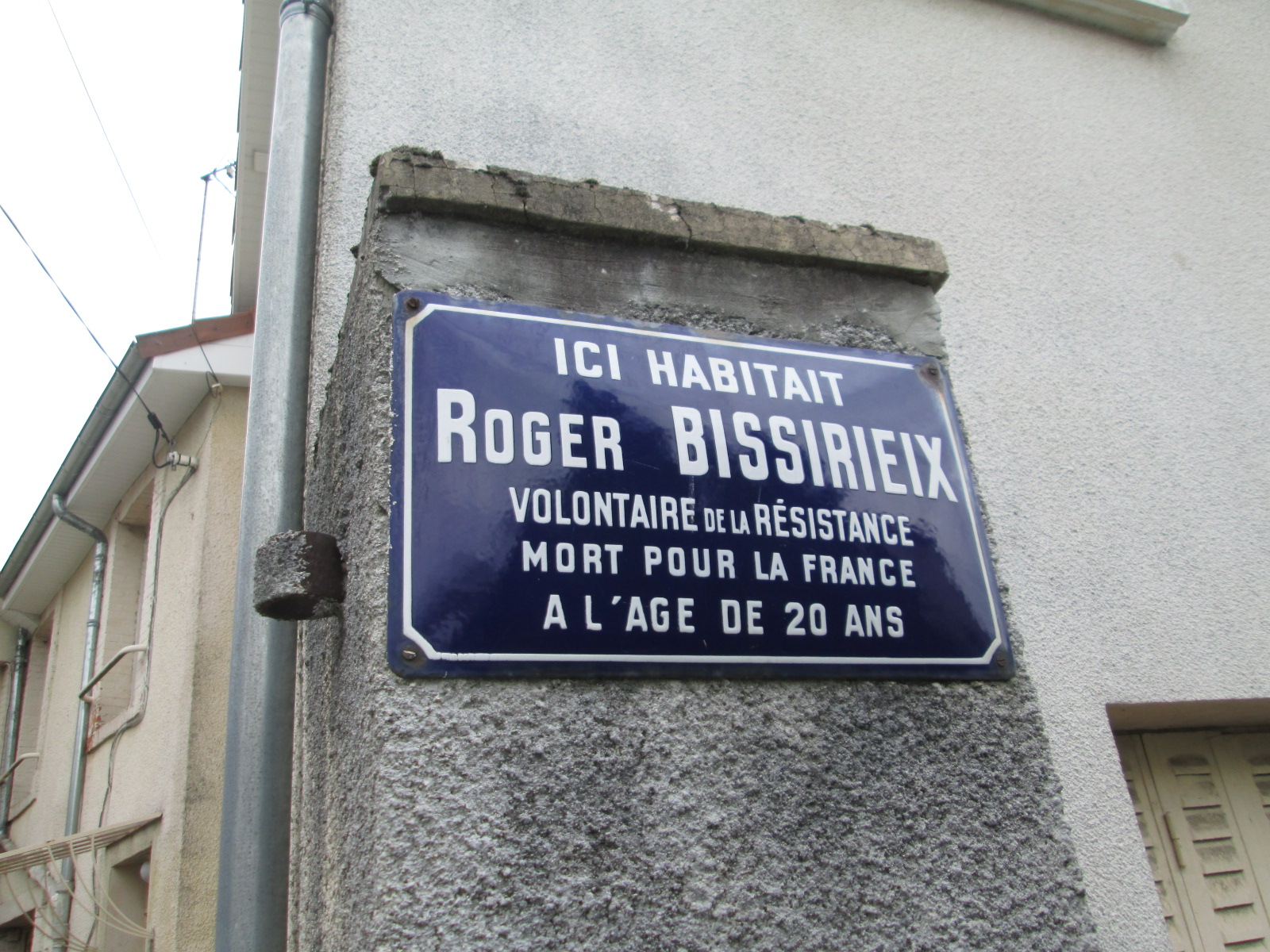
Village de Glane, plaque honorant Roger Bissirieix résistant mort pour la France.

Après le débarquement allié en Afrique du Nord (Opération Torch), les Allemands occupent la zone libre (11 novembre 1942). La résistance s'intensifie. Par des plaques commémoratives sur les maisons, le village de Glane (surnommé le « petit Moscou » en raison de sa forte population ouvrière marxisée)  honore les résistants qu'il a abrités et qui sont morts pour la France. Pendant l'été 1943, des botteleuses des campagnes de St Junien, Rochechouart, Saulgond, Etagnac et Blond sont mises hors d'usage, pour éviter l'envoi du fourrage en Allemagne. Le 11 novembre 1943, les résistants fleurissent le monument aux morts.
En 1944, les actions de la résistance se multiplient. Des accrochages ont lieu entre des SS et les résistants le 18 mai. Dans la nuit du 7 au 8 juin, les résistants tentent de faire sauter le viaduc ferroviaire sur la Vienne. Devant leur échec, ils déboulonnent les rails, et y font dérailler une locomotive et quelques wagons et la ligne  Angoulême-Limoges est interrompue. Dans la matinée du 8 juin, des maquisards investissent la ville (sans garnison allemande), la mairie de Saint-Junien et le siège de la Légion des Combattants. Le soir à 19 h, le train en provenance d'Angoulême s'arrête avant le viaduc encombré et les passagers en descendent pour cheminer  à pied sur l'ouvrage d'art et prendre un autre train de l'autre côté, pour poursuivre le voyage jusqu'à Limoges. Parmi eux, dix soldats allemands en armes. L'un d'eux est abattu par les maquisards. Informée de l'incident, la Kommandantur de Limoges dépêche un train chargé de soldats de la Wehrmacht et d'agents de la Gestapo de Limoges qui était commander par August Meier (avec l’Obersturmführer de la Gestapo, Wickers et Joachim Kleist et son interprète Eugène Patry). Ce train arrive à 23 h 15 et les Allemands exigent du maire les plans de la ville. Le lendemain matin, la Gestapo interroge le maire pour obtenir des noms de résistants et de communistes, en vain. Ce même 9 juin, des ouvriers sont réquisitionnés pour ériger des barricades et tranchées sur la place de la gare. À 14 h, la ville passe sous le contrôle direct de la Wehrmacht. Un couvre feu est instauré, les cinémas sont fermés et il est interdit de quitter la ville sans autorisation. Au cours de l'après-midi, des éléments de la 2e division SS Das Reich (premier bataillon du régiment Der Führer, sous le commandement du major Adolf Diekmann) qui a pour chef Heinz Lammerding, remplacent la Gestapo. C’est Saint-Junien qui devait brûler. Ils sont partis car ils se sont aperçus que la ville était trop grande et qu’ils n’étaient pas assez nombreux. » Adolf Diekmann établit son QG à l'hôtel de la gare ; c'est là, dans la salle du rez-de-chaussée, qu'est décidée la destruction d'Oradour-sur-Glane au cours d'une conversation avec des hommes de la Gestapo et de la Milice française de Limoges dirigée par Jean de Vaugelas et Jean Filiol. Les miliciens avaient alors appris la disparition de l'officier Helmut Kämpfe, capturé par les maquisards de Jean Canou appartenant au maquis de Georges Guingouin, au retour entre Guéret et Limoges près de Sauviat-sur-Vige, et exécuté dès la nouvelle du massacre d'Oradour et de la communication du commandant des partisans en Creuse. Il y a à Moissannes sur la disparition du major allemand en bordure de la route un menhir conçu par l'artiste Jean-Joseph Sanfourche pour rappeler la capture depuis 1986. Quelques escarmouches avec les maquisards ont lieu pendant la nuit. Le samedi 10 juin, à 13 h, une partie de la troupe SS quitte Saint-Junien pour rejoindre Nieul, en passant par Oradour-sur-Glane, où elle massacre les 643 habitants sur 6 personnes dans l'après-midi. La troupe poursuit sur Nieul, lieu de rassemblement de la division, pour faire route ensuite vers le front de Normandie le 12 juin pour le Débarquement de Normandie où les Alliés de la Seconde Guerre mondiale ont débarqué.
L'arrière garde SS quitte Saint-Junien le dimanche 11 juin après-midi. La Wehrmacht se maintient dans la ville.
Le 14 juillet 1944, les résistants du maquis de Pressac, commandés par le colonel Bernard (Bernard Le Lay, typographe au journal L'Humanité), entrent dans la ville. Bernard proclame la libération de Saint Junien par un discours devant la Mairie. L'Abeille de St Junien, journal hebdomadaire, est réquisitionné par les forces françaises de l'intérieur, puis devient l'organe du Comité local de Libération. Il prend le nom de Délivrance le 2 septembre 1944. Le 7 août, après les combats de Blond, les Allemands avancent en direction de Saint-Junien. Les résistants Francs tireurs partisans du colonel Bernard, alertés par les habitants, contre-attaquent et les Allemands se replient. Le conseil municipal d'Émile Gibouin est remplacé par le comité de Libération de Saint-Junien le 16 août 1944, ce dernier faisant office de délégation municipale. Le commissaire de la République, le préfet de la Haute-Vienne et le sous-préfet de Rochechouart, lors d'une grande cérémonie le 24 septembre 1944, installent le nouveau conseil municipal provisoire, dirigé par le Maire Martial Pascaud, résistant. À partir de novembre 1944, une centaine de prisonniers russes, libérés des camps de concentration, sont abrités au Chatelard. Mi mars 1945 voit le début du retour des prisonniers de guerre, déportés politiques (dont l'abbé Jean Varnoux) et déportés du travail. Aux élections municipales d'avril 1945, la liste d'union patriotique républicaine antifasciste, menée par Martial Pascaud, obtient tous les sièges face à la liste du parti socialiste SFIO. Martial Pascaud est élu Maire le 17 mai 1945.

## Activité industrielle

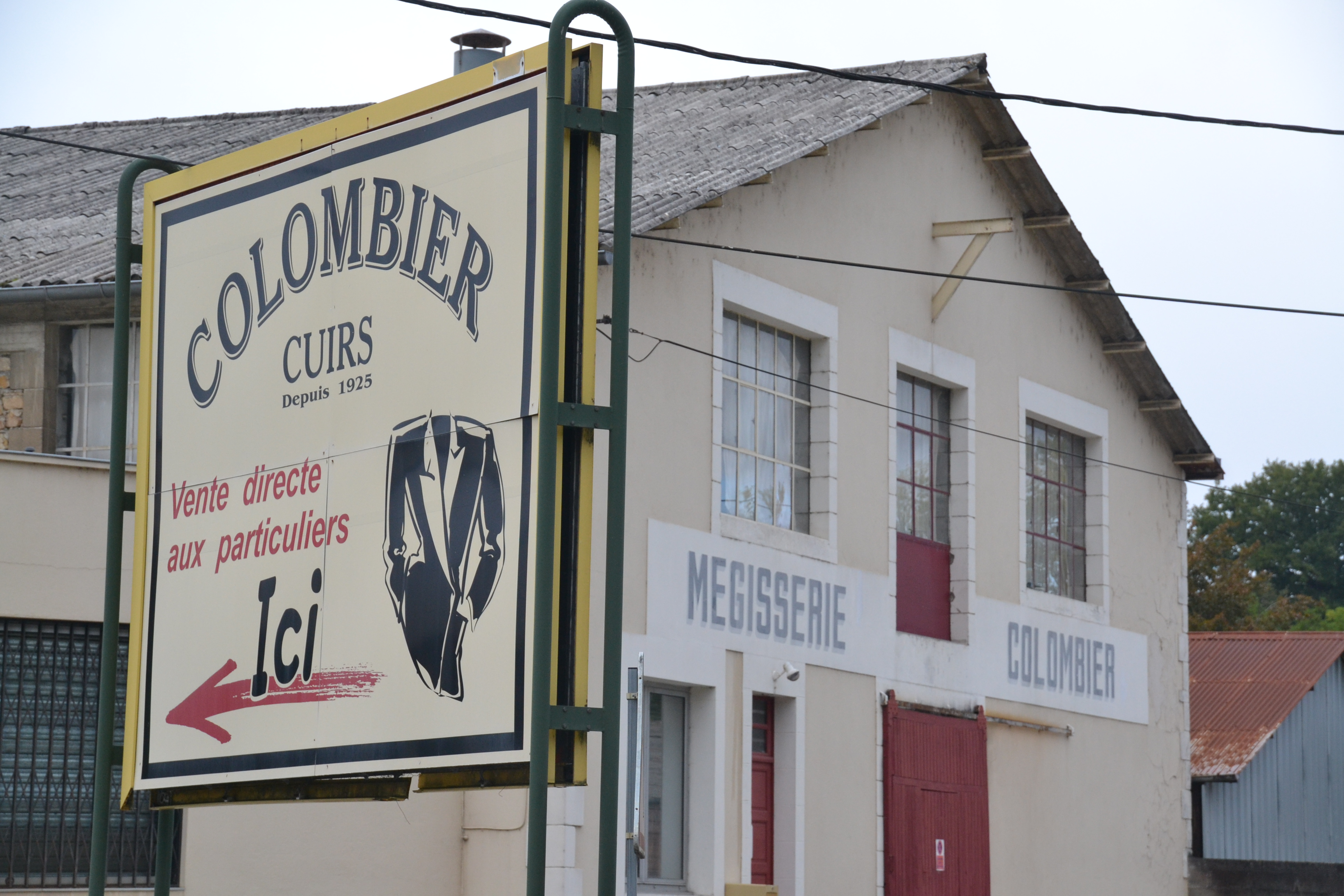
Une mégisserie de Saint-Junien.

Située au centre d’une région d’élevage et ainsi favorisée par une abondance de matière première telle que peaux de chevreaux et d’agneaux, Saint-Junien bénéficie, en matière de tannage, des qualités exceptionnelles des eaux de la Vienne. Dès le XIe siècle, des maîtres artisans coupaient des gants dans des peaux qu’ils avaient eux-mêmes tannées. Au XVe siècle, la ganterie atteint une grande renommée. Vers 1872, l’apparition des premières machines à coudre et de la « Main de Fer » bouleversent les procédés de fabrication. L’apogée de la mégisserie et de la ganterie se situe en 1927 : quarante fabriques et plus d’un millier d’ouvrières et d’ouvriers travaillent au renom du gant de Saint-Junien. Au début du XXIe siècle, le prestige de certaines maisons locales, qui fournissent de grandes marques telles que Jacques Fath, Christian Dior, Hermès, Lanvin, Cacharel et d’autres, explique la place des gants de peau saint-juniauds qui représentent 45 % de la production française (soit plus de 480 000 paires par an). Cette culture de la ganterie mène à des personnalités lointaines comme Mélania Trump.
Saint-Junien s’est affirmée aussi comme un lieu privilégié pour la production de papier. Au XVIIe siècle, se comptaient cinq moulins et l’apparition des machines à papier vers 1835 favorisa l’implantation de nombreuses papeteries. Les matières premières telles que la paille et ensuite le bois, abondant en Limousin, ont permis un rapide développement de cette industrie et de ses dérivés : l’impression, l’emballage, le cartonnage.
Le XIXe siècle va rester comme le siècle de la prospérité économique de la ville, qui possède alors seize ganteries, treize mégisseries, huit papeteries et cinq tanneries.

## Politique et administration

### Tendances politiques et résultats
L'électorat de Saint-Junien est historiquement marqué à gauche, à l'image de la Haute-Vienne.
Hormis la période 1939-1944, la ville n'a connu que des maires de gauche depuis 1919, et communistes ou apparentés depuis 1920. Ces derniers font preuve d'une longévité importante, avec 21 ans de mandat pour Martial Pascaud, 36 ans pour Roland Mazoin, et 23 ans pour Pierre Allard, réélu en 2020 pour un quatrième mandat, mais démissionaire en 2024.
Lors des élections municipales de 2020, le maire sortant Pierre Allard, à la tête d'une liste d'union de gauche a été réélu au premier tour avec  61,16 % des voix face à la liste écologiste de Yoann Balestrat.

### Administration municipale
Le nombre d'habitants au dernier recensement étant compris entre 10 000 et 19 999, le nombre de membres du conseil municipal est de 33.

### Liste des maires
| Période      | Période          | Identité        | Étiquette    | Qualité |
| ------------ | ---------------- | --------------- | ------------ | --- |
| 16 août 1944 | 28 mars 1965     | Martial Pascaud | PCF          | Ouvrier papetier-sachetier, syndicaliste |
| 28 mars 1965 | 18 mars 2001     | Roland Mazoin   | PCF puis ADS | Gérant de coopérative ouvrière de production Député de la Haute-Vienne (2e circ.) (1981 → 1986) Suppléant du député Marcel Rigout (1978 → 1981) Conseiller général de Saint-Junien (1967 → 1973) Conseiller général de Saint-Junien-Est (1973 → 2004) Conseiller régional du Limousin                           |
| 18 mars 2001 | 1er février 2024 | Pierre Allard   | ADS          | Cadre de la CAF, adjoint au maire (1995 → 2001) Conseiller général de Saint-Junien-Ouest (2001 → 2015) Conseiller départemental de Saint-Junien (2015 → ) Vice-président du conseil départemental (2021 → ) Président de la CC Porte Océane du Limousin (2020 → ) Réélu pour le mandat 2020-2026 Démissionnaire |
| 4 mars 2024  | En cours         | Hervé Beaudet   | ADS          | Chef de cuisine en collège Premier adjoint (2014 → 2024) Maire par intérim de février à mars 2024 |

### Politique environnementale
- Dans son palmarès 2024, le Conseil national de villes et villages fleuris de France a attribué: 3 fleurs [79].

- Dans son palmarès 2024, l'Union Nationale de l'Apiculture Française a attribué le Label APICITE:  "3 abeilles : Démarche exemplaire"[80]
- Label ville active et sportive: 2 lauriers[81]

### Jumelages
| Ville | Ville       | Pays | Pays      | Période     |
| ----- | ----------- | ---- | --------- | ----------- |
|       | Charleroi   |      | Belgique  | depuis 1970 |
|       | Wendelstein |      | Allemagne | depuis 2000 |
|       | Żukowo      |      | Pologne   | depuis 2001 |

## Population et société

### Démographie

#### Évolution démographique
Saint-Junien est la deuxième ville du département par la population, derrière Limoges, et devant sa voisine Rochechouart, sous-préfecture. La population de Saint-Junien a connu un accroissement démographique jusqu'en 2006, qui lui a permis de dépasser le maximum de population atteint en 1901 et 1968. La population a ensuite baissé de 4% sur la période 2006-2017.
L'évolution du nombre d'habitants est connue à travers les recensements de la population effectués dans la commune depuis 1793. Pour les communes de plus de 10 000 habitants les recensements ont lieu chaque année à la suite d'une enquête par sondage auprès d'un échantillon d'adresses représentant 8 % de leurs logements, contrairement aux autres communes qui ont un recensement réel tous les cinq ans,.

En 2022, la commune comptait 11 382 habitants, en évolution de +2,11 % par rapport à 2016 (Haute-Vienne : −0,68 %, France hors Mayotte : +2,11 %).
| 1793  | 1800  | 1806  | 1821  | 1831  | 1836  | 1841  | 1846  | 1851  |
| ----- | ----- | ----- | ----- | ----- | ----- | ----- | ----- | ----- |
| 5 416 | 5 934 | 5 395 | 5 737 | 5 895 | 5 705 | 5 467 | 5 899 | 5 900 |

| 1856  | 1861  | 1866  | 1872  | 1876  | 1881  | 1886  | 1891  | 1896  |
| ----- | ----- | ----- | ----- | ----- | ----- | ----- | ----- | ----- |
| 5 994 | 6 795 | 7 288 | 7 442 | 8 221 | 8 092 | 8 479 | 9 376 | 9 674 |

| 1901   | 1906   | 1911   | 1921   | 1926   | 1931   | 1936   | 1946   | 1954   |
| ------ | ------ | ------ | ------ | ------ | ------ | ------ | ------ | ------ |
| 11 432 | 11 400 | 11 379 | 10 042 | 10 087 | 10 123 | 10 375 | 10 645 | 10 618 |

| 1962   | 1968   | 1975   | 1982   | 1990   | 1999   | 2006   | 2011   | 2016   |
| ------ | ------ | ------ | ------ | ------ | ------ | ------ | ------ | ------ |
| 11 132 | 11 298 | 11 271 | 10 805 | 10 604 | 10 666 | 11 605 | 11 506 | 11 147 |

| 2021   | 2022   | - | - | - | - | - | - | - |
| ------ | ------ | - | - | - | - | - | - | - |
| 11 387 | 11 382 | - | - | - | - | - | - | - |

#### Pyramide des âges
La population de la commune est relativement âgée.
En 2018, le taux de personnes d'un âge inférieur à 30 ans s'élève à 28,5 %, soit en dessous de la moyenne départementale (32,0 %). À l'inverse, le taux de personnes d'âge supérieur à 60 ans est de 36,7 % la même année, alors qu'il est de 31,4 % au niveau départemental.
En 2018, la commune comptait 5 196 hommes pour 6 061 femmes, soit un taux de 53,84 % de femmes, légèrement supérieur au taux départemental (52,37 %).
Les pyramides des âges de la commune et du département s'établissent comme suit.
| Hommes | Classe d’âge | Femmes |
| ------ | ------------ | ------ |
| 1,7    | 90 ou +      | 3,4    |
| 11,2   | 75-89 ans    | 15,1   |
| 21,6   | 60-74 ans    | 20,1   |
| 20,9   | 45-59 ans    | 20,2   |
| 14,9   | 30-44 ans    | 13,7   |
| 14,9   | 15-29 ans    | 14,0   |
| 14,7   | 0-14 ans     | 13,5   |

| Hommes | Classe d’âge | Femmes |
| ------ | ------------ | ------ |
| 1,1    | 90 ou +      | 2,7    |
| 8,9    | 75-89 ans    | 11,8   |
| 19,6   | 60-74 ans    | 20,2   |
| 20,2   | 45-59 ans    | 19,3   |
| 16,9   | 30-44 ans    | 15,8   |
| 17,2   | 15-29 ans    | 16,2   |
| 16,1   | 0-14 ans     | 14,1   |

### Manifestations culturelles et festivités
Des « ostensions » célèbrent tous les sept ans, depuis  1512, la mémoire des fondateurs de la cité, Junien et Amand. À cette occasion, leurs reliques sont exposées et une cérémonie se déroule : de somptueux décors sont sortis, la rue principale est couverte de feuillages en souvenir de la forêt de Comodoliac. Des groupes de statues créées par le peintre Jean Teilliet et son élève Mlle Léger, figurent les principaux évènements de la vie des fondateurs de la cité. Le dimanche, après la grand’messe du matin, dorénavant près de 1 500 personnes costumées représentant l’histoire des saints depuis 2 000 ans défilent solennellement à travers la ville. À l'instar des animations de Noël, les Ostensions qui intéressent toujours l'Église, ont aujourd'hui dépassé leur cadre cultuel originel et font désormais partie du patrimoine historique, social et laïc de la ville, et de ses habitants. Les prochaines (en 2030) seront les 74e ostensions, celles de 2016 ayant été les 72e, celles de 2023 ayant été les 73e.

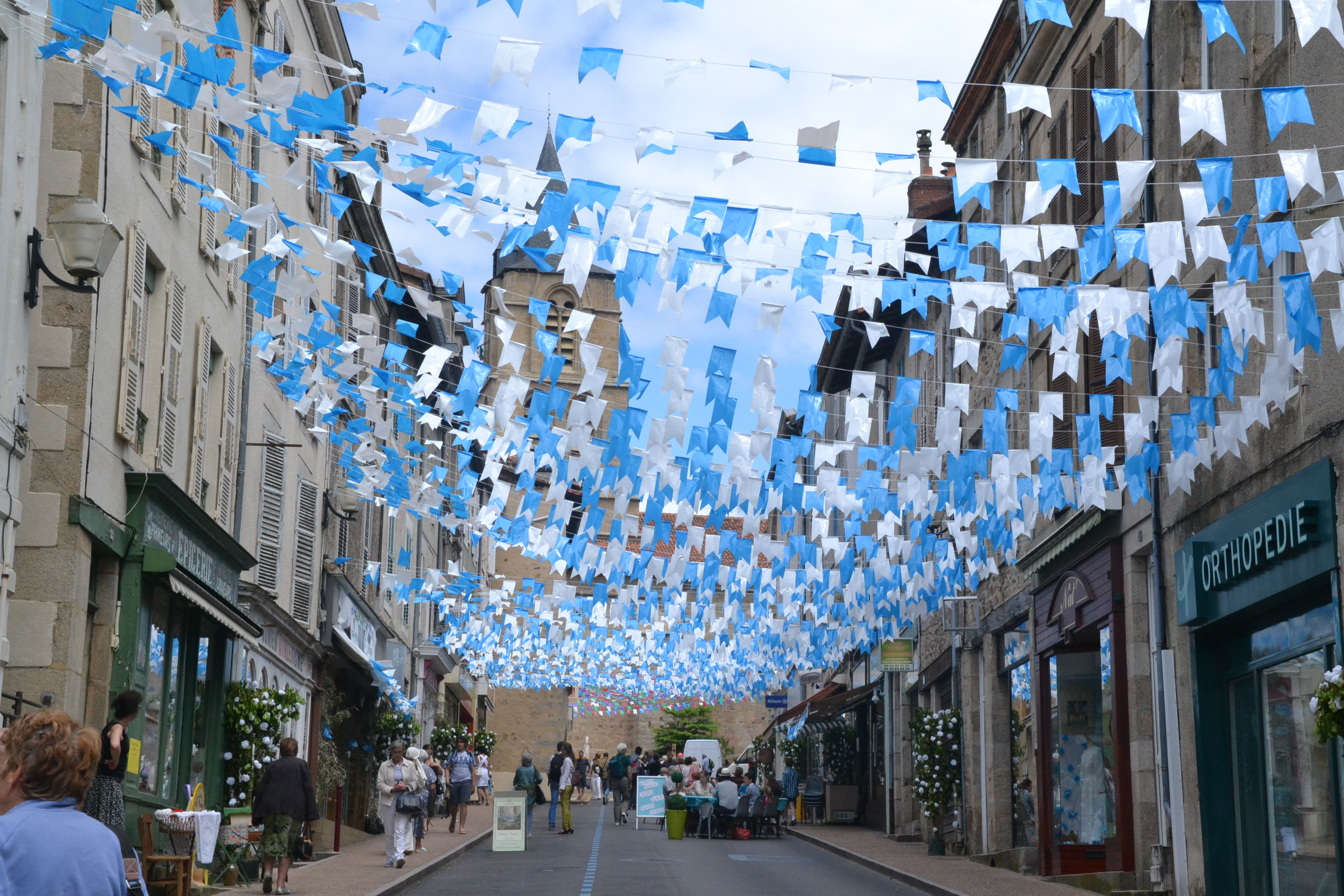
Rue décorée.
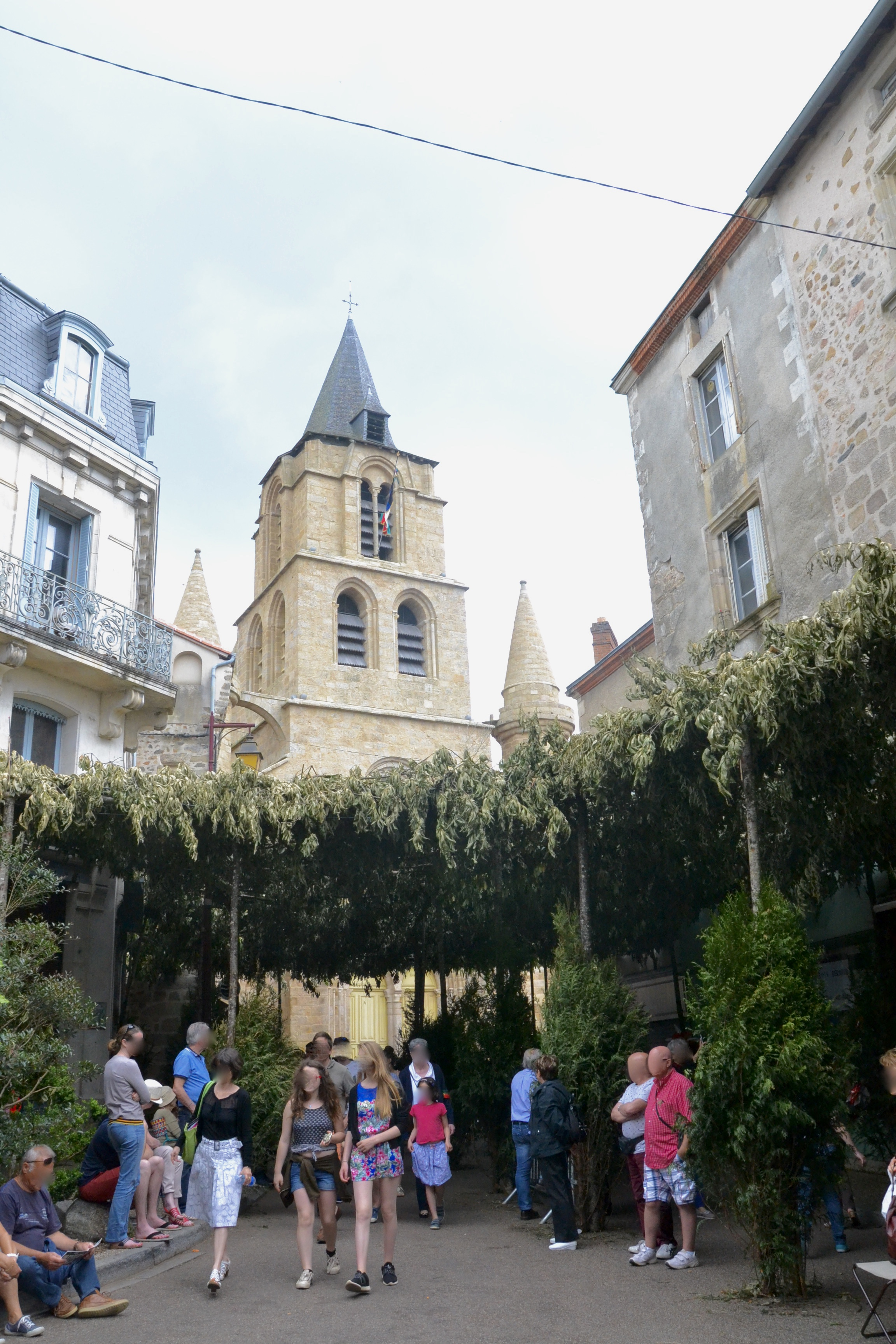
La forêt de Comodoliac reconstituée.
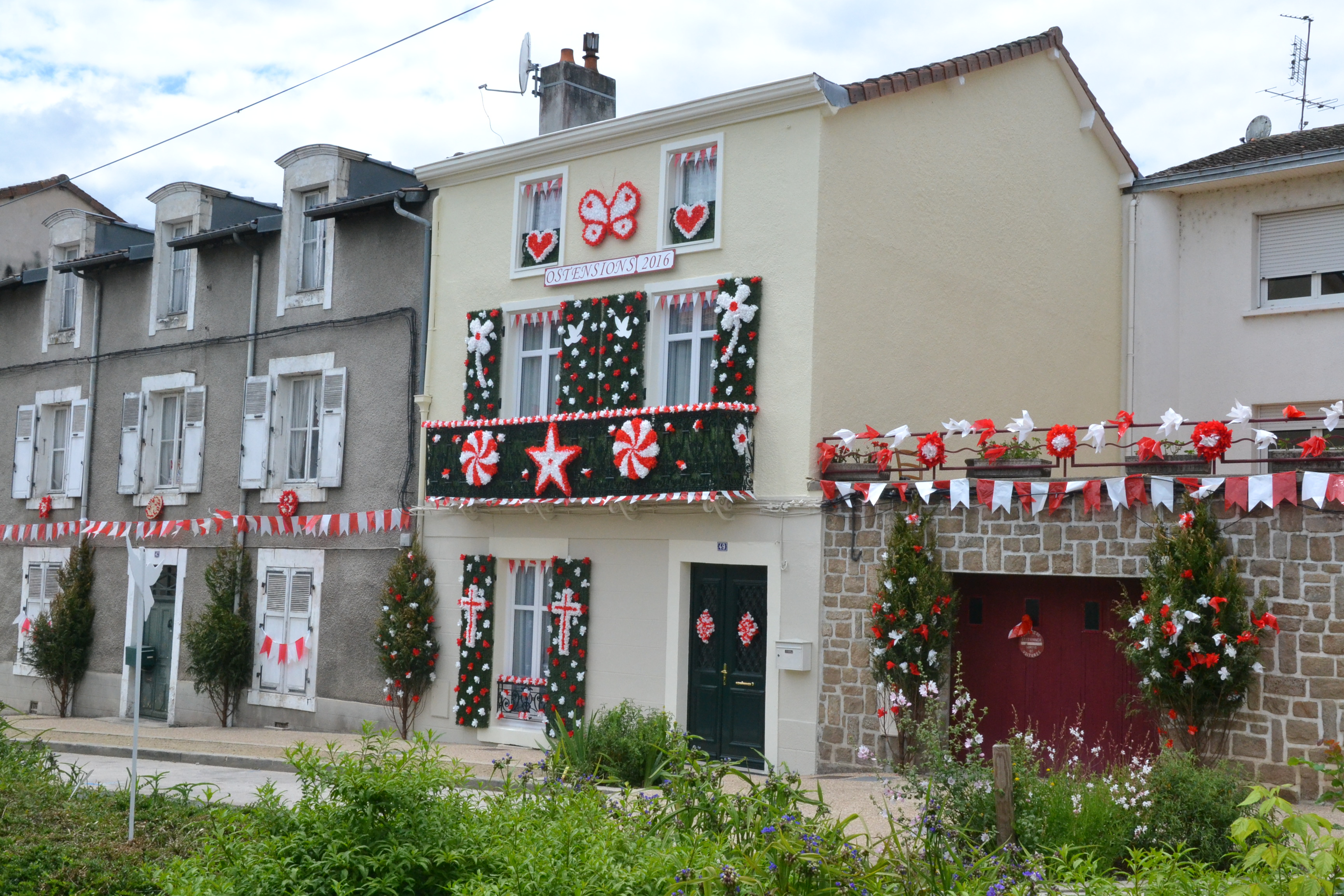
Maison décorée.
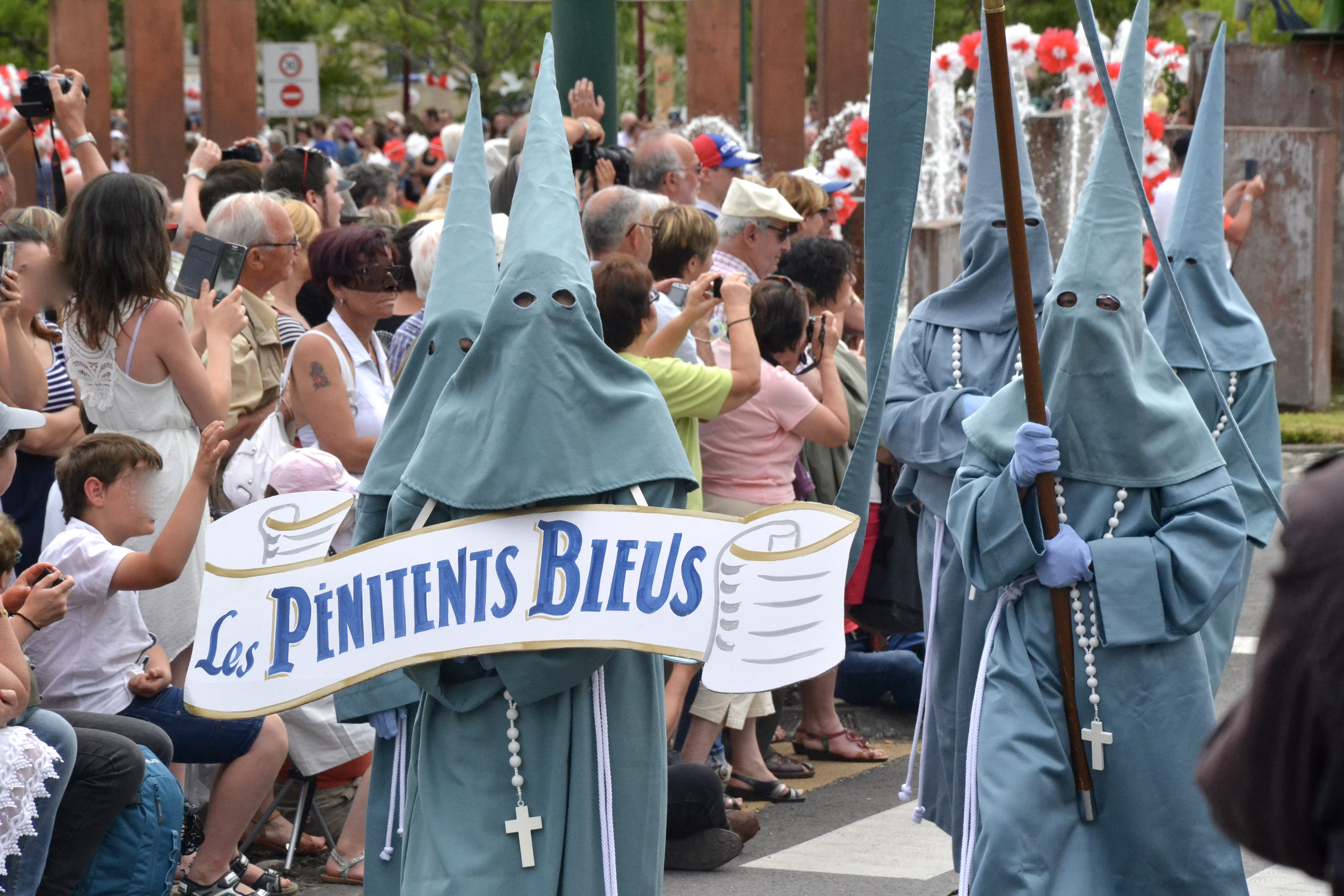
Défilé costumé : les Pénitents bleus.
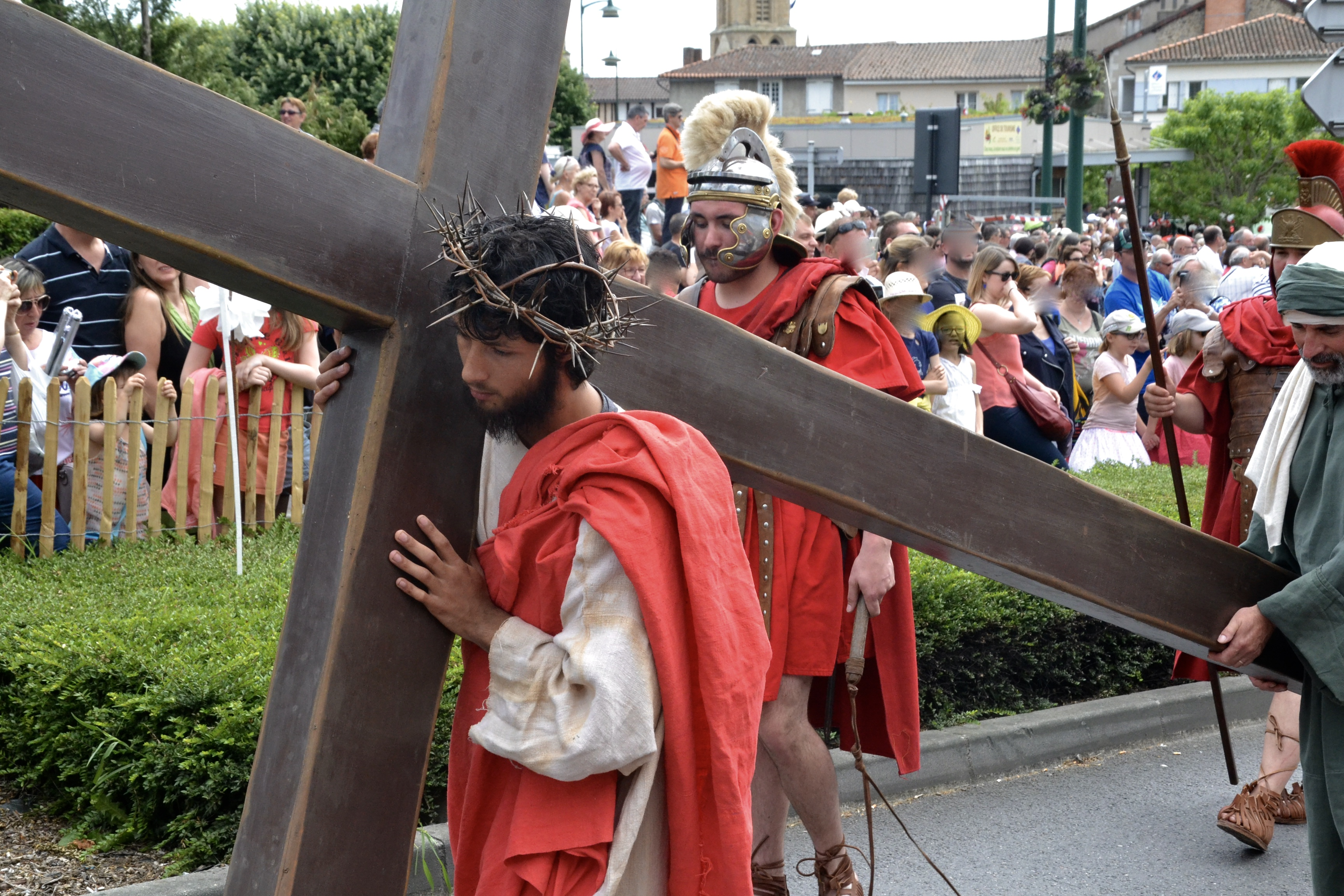
Défilé costumé : Jésus portant la croix.
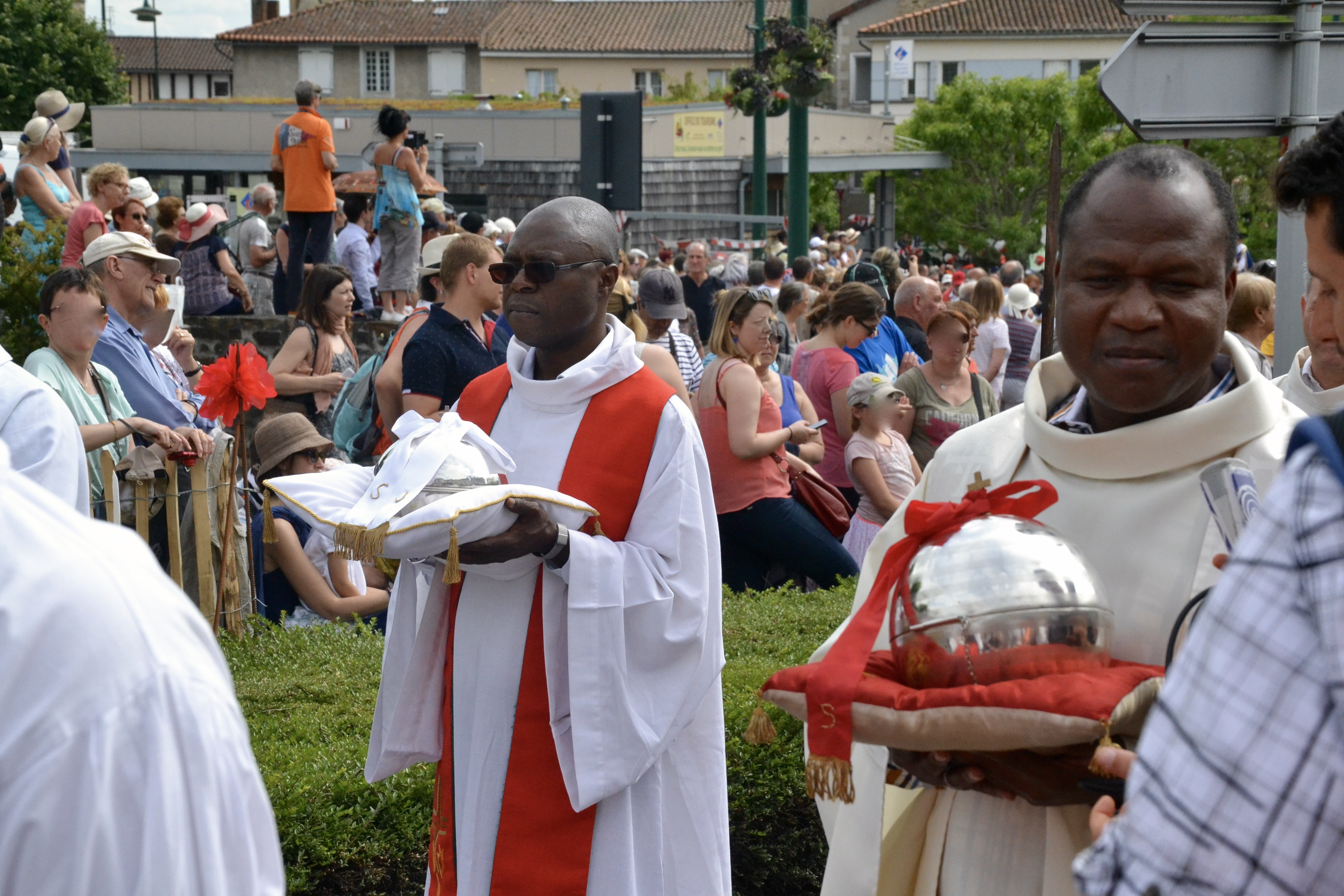
Défilé costumé : présentation des reliques.

### Enseignement
- Lycée professionnel Édouard-Vaillant
- Lycée général et technologique Paul-Éluard
- Collège Louise-Michel
- Collège Paul-Langevin

### Santé
- Centre hospitalier de Saint-Junien[87]

### Sports
- Association sportive Saint-Junien rugby[88]. L'ASSJ Rugby évolue en Régional 1 pour la saison 2025-2026, après avoir joué en première division dans les années 1960.

- Rochechouart-Saint Junien Handball 87[89]. Le ROC-ASSJ Handball 87 (féminine) évolue en National 1 pour la saison 2025-2026 et en Pré-région pour l'équipe masculine pour la saison 2025-2026.
- ASSJ athletisme. club de National 2

### Médias
- Le Nouvelliste[90], média hebdomadaire en Haute-Vienne.
- La Nouvelle Abeille, média local plus connu pour les anciens sous le nom de « La Délivrance »[91].
- Le populaire du centre

### Cultes
- La collégiale Saint-Junien est l'un des monuments phares de la ville. Elle est classée monument historique en 1840.
- Le 27 juin 2016, des milliers de personnes se sont réunies pour la rogation de Saint-Junien (Ostensions Limousines) qui a lieu tous les sept ans.
- Le culte protestant se célèbre dans l'Église Évangélique Assemblée de Dieu[92].

## Économie

### Revenus de la population et fiscalité
En 2010, le revenu fiscal médian par ménage était de 23 938 €, ce qui plaçait Saint-Junien au 25 000e rang parmi les 31 525 communes de plus de 39 ménages en métropole.

### Emploi
En 2009, la population âgée de 15 à 64 ans s'élevait à 6 745 personnes, parmi lesquelles on comptait 72,4 % d'actifs dont 63,9 % ayant un emploi et 8,5 % de chômeurs.
On comptait 5 848 emplois dans la zone d'emploi, contre 5 159 en 1999. Le nombre d'actifs ayant un emploi résidant dans la zone d'emploi étant de 4 327, l'indicateur de concentration d'emploi est de 135,1 %, ce qui signifie que la zone d'emploi offre plus d'un emploi par habitant actif.

### Entreprises et commerces
Au 31 décembre 2010, Saint-Junien comptait 973 établissements : 88 dans l’agriculture-sylviculture-pêche, 90 dans l'industrie, 86 dans la construction, 575 dans le commerce-transports-services divers et 134 étaient relatifs au secteur administratif.
En 2011, 78 entreprises ont été créées à Saint-Junien, dont 45 par des autoentrepreneurs.

#### Secteur industriel

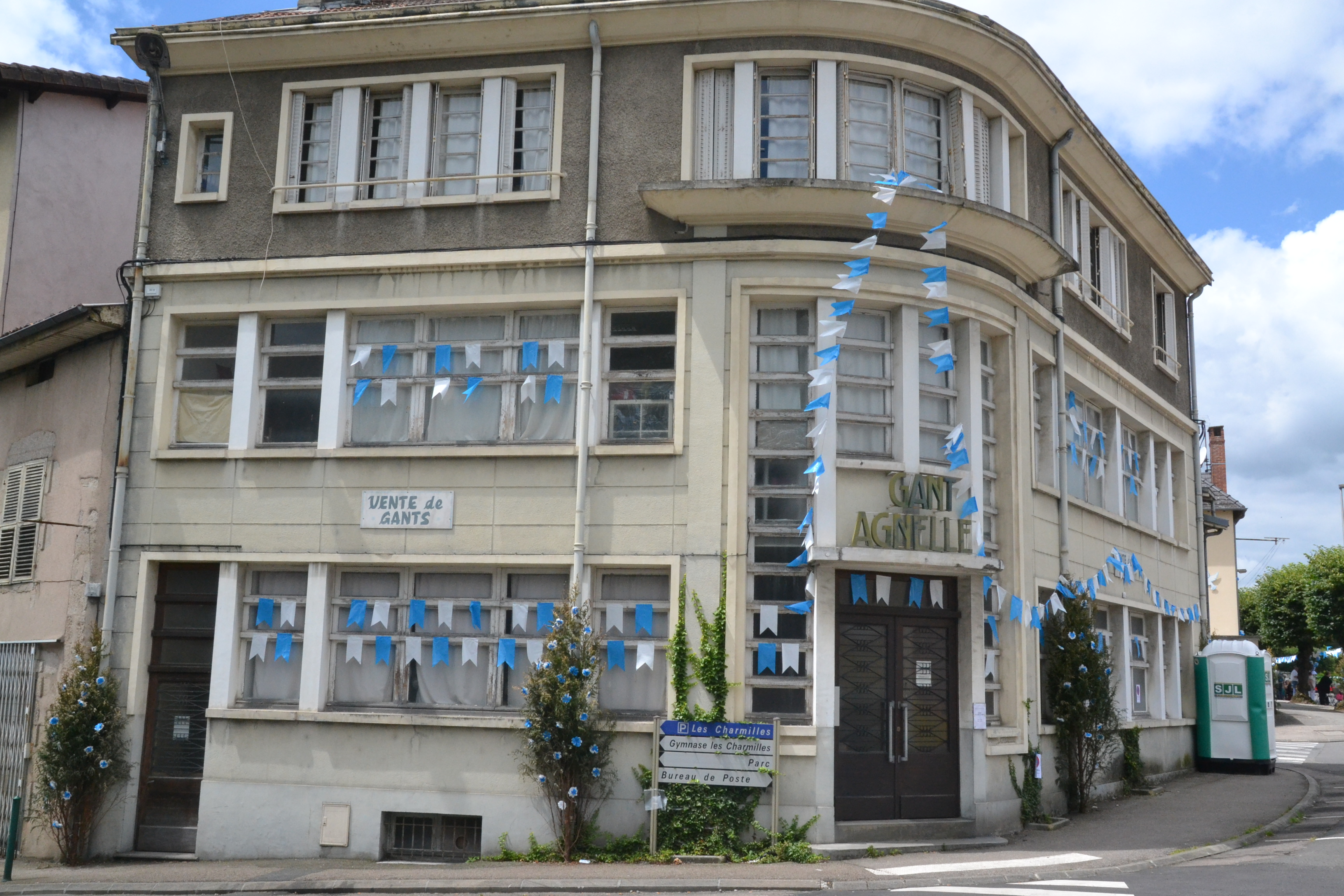
La ganterie Agnelle.

Ganterie de Saint-Junien : ganterie Agnelle, ganterie Georges Morand.

#### Tourisme
Porte d'entrée dans le Limousin à partir de la façade atlantique, Saint-Junien est aussi ville-porte du parc naturel régional Périgord-Limousin. Encadrée par la Charente limousine à l'ouest, les monts de Blond au nord et le début du plateau du Limousin au sud, la ville est une base de départ pour nombre d'excursions caractéristiques du tourisme vert.
Le patrimoine architectural, historique et surtout industriel est depuis le début du XXIe siècle activement mis en valeur, comme en témoignent la réfection du site Corot et l'inauguration d'une réplique du chalet du peintre Camille Corot, ou encore la mise en place d'une politique de mise en valeur du passé ouvrier gantier de la cité, par la création d'une Cité du cuir qui doit ouvrir prochainement.
En effet, depuis 2004, un comité de pilotage a été mis en place par la mairie de Saint-Junien pour mener une réflexion quant à la création d'une Cité du cuir.

## Culture locale et patrimoine

### Lieux et monuments
- Abbaye de Saint-Amand (XIIe siècle).

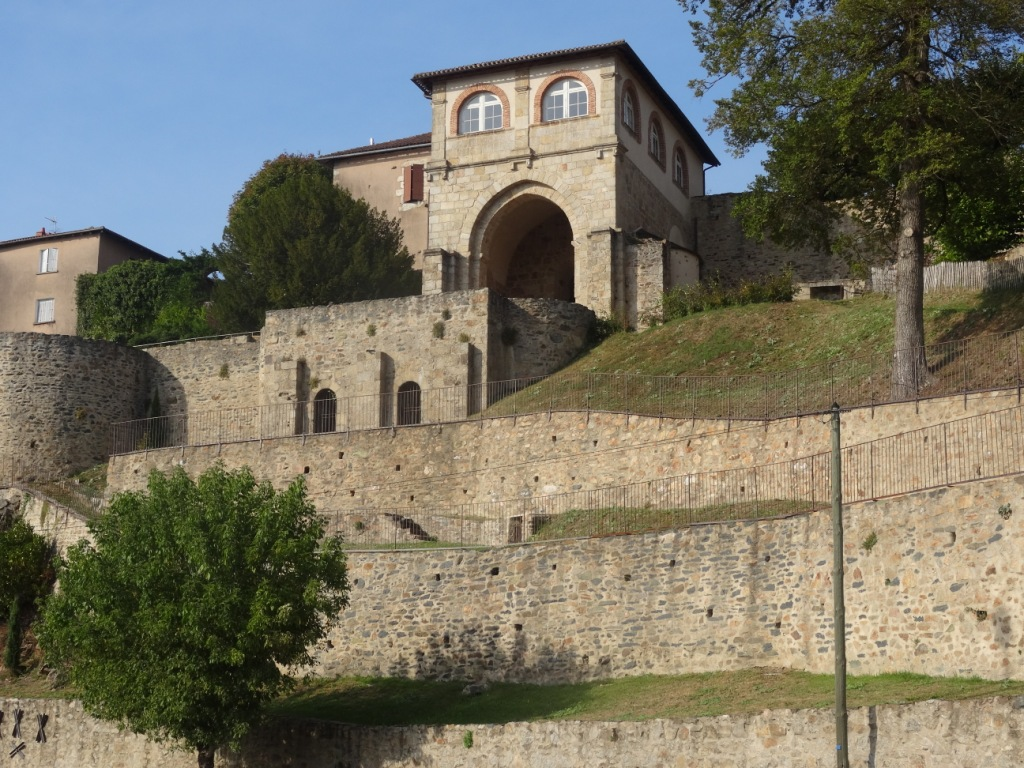
L'abbaye de Saint-Amand.

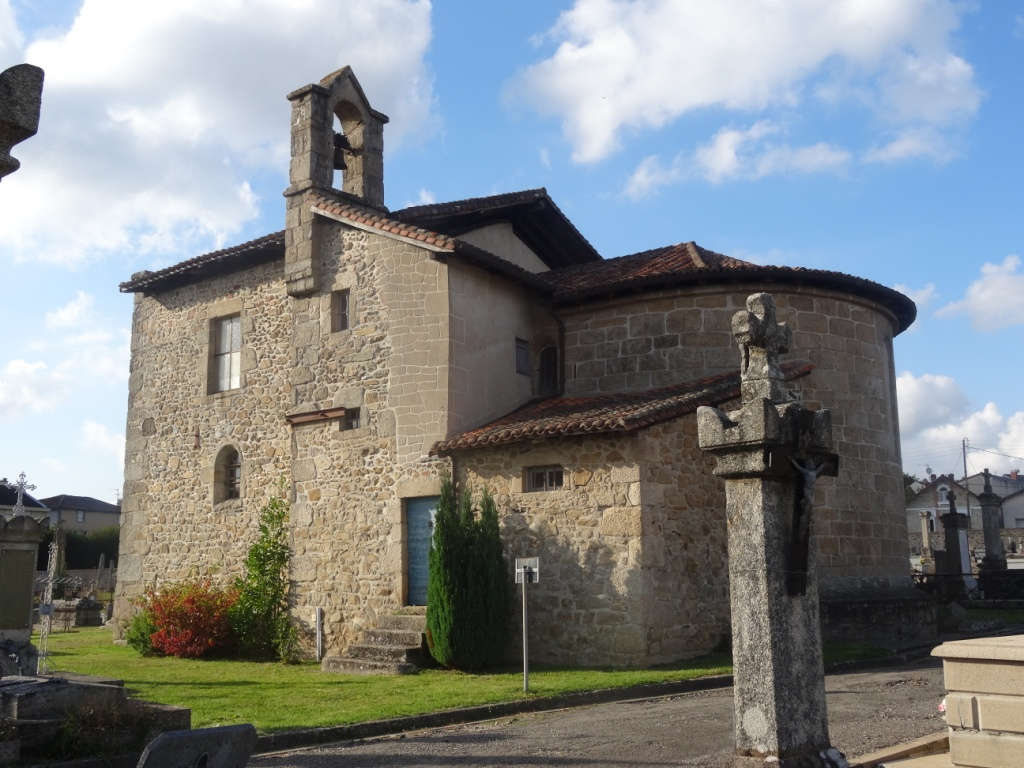
La chapelle du cimetière.

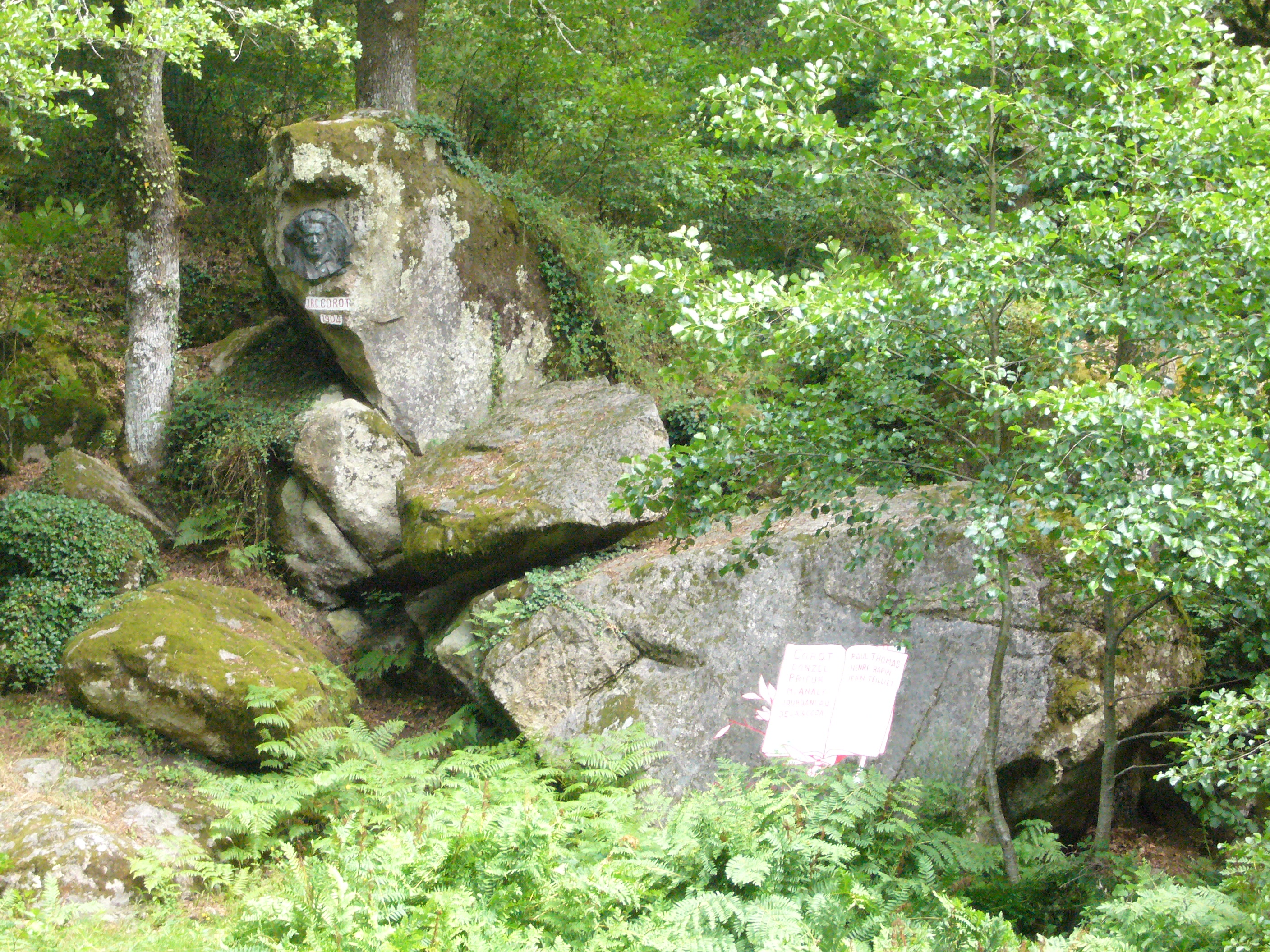
Le site Corot.

- Chapelle Notre-Dame-du-Pont[96] : ce petit édifice de style flamboyant se situe sur les bords de la Vienne à côté du pont Notre-Dame. Elle doit son origine à la découverte d'une statue de la Vierge Marie en ces lieux. Louis XI, donna des subsides afin de construire une chapelle monumentale dans laquelle on plaça l'objet de la dévotion populaire mais aussi royale Louis XI visite deux fois la chapelle, une première fois le 2 juillet 1463 en revenant de Bayonne, la seconde fois en venant de Poitiers au mois de mars 1464. En 1470, il fait don de 1200 livres pour contribuer à l’agrandissement de la chapelle afin d’accueillir les nombreux pèlerins. Une nef à trois travées vient alors s’ajouter à l’abside. En remerciement au roi, les chanoines font sculpter les statues de Louis XI et son épouse à genoux.
- Chapelle du cimetière (XIIIe siècle).
- Collégiale Saint-Junien[97] (XIe au XIVe siècle) : son origine remonte au VIIe siècle, lorsque l'évêque de Limoges, Rorice II, fit construire un oratoire sur le tombeau de l'ermite Junien. Un collège de chanoines fut installé afin d'assurer le culte de Junien. La nef et le transept de ce monument de style roman limousin datent de la fin du XIe siècle ; il a été complété à la fin du XIIe siècle par la façade ; le chevet carré, d'aspect sévère, est du XIIIe siècle. Le clocher central, (déjà effondré en 1816 et rebâtit l'année suivante) s'écroule le vendredi matin 15 décembre  1922, sans faire de victimes. il a été reconstruit principalement en béton après 15 ans de travaux (financement privé puis subventions de l'Etat)[98]. Les principales curiosités à découvrir dans cette collégiale sont le tombeau de saint Junien en calcaire (XIIe siècle), la fresque de la nef représentant les vingt-quatre vieillards de l'Apocalypse (XIIe siècle) et la chapelle Saint-Martial (XIIIe siècle). Elle est classée monument historique depuis la première liste des monuments historiques de 1840.
- Pont Sainte-Élisabeth (XIIe siècle). Appelé au Moyen Âge pont des malades, à cause de la proximité d'une maladrerie pour lépreux (vers 1350). Après 1497, une petite chapelle dédiée à St Jean Baptiste, mais appelée communément Ste Elisabeth près le pont des malades, est érigée. Elle disparaît avant 1848[99].
- Pont Notre-Dame (XIIIe siècle) et sa chapelle (XVe siècle).
- Château du Châtelard (XVIIIe siècle). Un ancien château occupait ce site stratégique dominant la vallée de la Glane (site inscrit). Propriété avant 1348 de la famille de Saint-Amand, à laquelle appartenait Eudes de Saint-Amand, maréchal du royaume de Jérusalem, 8e grand-maître des Templiers (de 1171 jusqu'au 19 octobre 1179), décédé en captivité à Damas, prisonnier de Saladin. Le château passa par la suite dans les familles de Montvallier puis de Magnac. Le cardinal, évêque de Paris, Aimeric de Magnac y est né vers 1335 (mort à Avignon le 20 mars 1385, enterré dans la cathédrale Notre-Dame de Paris). Son neveu Hugues de Magnac, évêque de Saint-Flour (bâtisseur de l'actuelle cathédrale) puis évêque de Limoges, naquit également dans ce château. Il mourut à Limoges le 4 novembre 1412. Il fut enterré à l'abbaye Saint-Martial à Limoges. Le château est actuellement la propriété de la ville de Saint-Junien. Aimeric de Magnac fut l'auteur du projet de transformer le diocèse de Paris en archidiocèse au détriment de Sens. Ce projet n'aboutit pas de son vivant, mais du temps de son successeur. À proximité se trouve le pont du Chatelard (route départementale 21) qui enjambe la Glane et a été inauguré en 1865 par le préfet Alphonse Charles Boby de la Chapelle, en remplacement d'un ancien édifice.
- Le site Corot, nom donné à une partie encaissée des berges de la Glane où le peintre Camille Corot eut l'habitude de venir peindre dans les années 1850. Le site est également classé ZNIEFF.
- L'aérodrome Maryse-Bastié.

### Langue et culture régionales
Saint-Junien se trouve, comme le reste de la Haute-Vienne, dans la zone culturelle occitane.
La langue d'oc, présente dans la toponymie de la ville et dans la vie de nombre de ses habitants, se retrouve aussi dans la vie culturelle.
Après la Première Guerre mondiale se forme un groupe folklorique de chanteurs et de danseurs appelé « La noce villageoise » de Saint-Junien. Le 29 avril 1941, à l'issue d'un patronage dont l'abbé Ortiz est responsable, le groupe folklorique des Velhadors (les veilleurs en occitan) voit le jour. Dès 1943, il appartient au Félibrige en devenant l'école félibréenne Jean-Teillet. En 1985, Saint-Junien accueille la fête de sainte Estelle, fête du félibigre, où l'étoile à sept branches représente les sept grandes régions de l'Occitanie (dont le Limousin). Actuellement[Quand ?], les activités des Velhadors tournent autour des danses traditionnelles, de la musique, des chants et du théâtre, pour faire vivre les traditions limousines et la langue d'oc. Chaque année, les Velhadors montent un nouveau spectacle. Au printemps 2006, il s'agissait du Miracle des Ardents, qui a remporté selon la presse un vif succès.
Sain-Junien travaille également à la reconnaissance de la spécificité régionale. Ainsi, le nouveau centre aquatique a reçu un nom en oc : l'Aiga Bluia (l'eau bleue). Le pays de Saint-Junien a défini un plan pour la mise en place d'une signalisation bilingue. Plusieurs communes, dont Saint-Junien, en sont déjà équipées. Il existe également, depuis les années 1980, des parcours de promenade dans la ville fléchés en occitan.

### Personnalités liées à la commune
- Étienne Maleu (1282-1322), chanoine et historien de Saint-Junien, enterré dans la collégiale de Saint-Junien.
- Aymeric de Magnac, (mort en 1385) cardinal, évêque de Paris, né a Saint-Junien.
- Hugues de Magnac, (mort en 1412) évêque de Limoges, mort à Saint-Junien.
- Jean-Baptiste Simon Pouliot, (1778-1832), homme politique, député de la Haute-Vienne de 1831 à 1832, né à Saint-Junien.
- Jean-Baptiste Camille Corot (1796-1875), peintre français.
- Louis-Paul Codet (1824-1880), homme politique, député de la Haute-Vienne de 1876 à 1880, né et mort à Saint-Junien.
- Étienne Pouliot (1843-1883), homme politique, député de la Haute-Vienne de 1882 à 1883, né à Saint-Junien.
- Jean Codet (1852-1920), industriel et homme politique, député de la Haute-Vienne de 1893 à 1909 puis sénateur de la Haute-Vienne de 1909 à 1920, né à Saint-Junien .
- Joseph Louis Laval dit Jiel-Laval, (1855-1917) coureur cycliste. né à Saint-Junien.
- Pierre Codet (1863-1924), industriel et homme politique, sénateur de la Haute-Vienne de 1921 à 1924, né à Saint-Junien.
- Jérôme Tharaud (1874-1953) et Jean Tharaud (1877-1952), écrivains, prix Goncourt 1906 et académiciens, nés à Saint-Junien.
- Louis Codet  (1876-1914), député de la Haute-Vienne de 1909 à 1910, écrivain, fils de Jean Codet.
- Georges Gaudy (1895-1987), journaliste et écrivain, né à Saint-Junien.
- Raymonde Esprit-Massonneau (1901-2004) peintre français, mort à Saint-Junien.
- Maurice Arreckx (1917-2001), homme politique, député du Var en 1986 puis sénateur du Var de 1986 à 1995, né à Saint-Junien.
- Robert Hébras (1925-2023), résistant survivant du massacre d'Oradour-sur-Glane, mort à Saint-Junien.
- Jean Colombier (1928-2013), joueur international français de rugby à XV né et mort à Saint-Junien.
- Ivan Cloulas (1932-2013), historien et archiviste français, spécialiste de l'histoire de la Renaissance, né à Saint-Junien.
- John Poole (1934-2020), organiste et chef de chœur britannique, mort à Saint-Junien.
- Jean-Pierre Lecompte (1941-2024), joueur international français de rugby à XV et à XIII, né à Saint-Junien.
- Daniel Depland (1944-2016) , écrivain, né à Saint-Junien.
- Jean-Claude Rossignol (1945-2016), joueur international français de rugby à XV, joueur à l'AS Saint-Junien de 1963 à 1968.
- Vern Cotter (1962-), joueur et entraîneur néo-zélandais de rugby à XV,  joueur à l'AS Saint-Junien de 1996 à 1997.
- Erdinci Septar, (1973-), joueur international Roumain de rugby à XV, terminer sa carrière à l'AS Saint-Junien.
- Ali Guerraoui, (1986-),  joueur international Algérien de rugby à XV, joueur à l'AS Saint-Junien de 2010 à 2014.
- Sophie Vouzelaud, (1987-), 1re dauphine de Miss France 2007, né à Saint-Junien.
- Casper Viviers, (1988-), joueur international Namibien de rugby à XV, joueur à l'AS Saint-Junien de 2011 à 2013.
- Wendy Lawson, (1991-) joueuse international française de handball, joueuse à Rochechouart - Saint-Junien Handball depuis 2018
- Liv Westphal (1993-), Ancienne athlète professionnelle française spécialiste des courses de fond, formé à Saint-Junien.

### Héraldique
|  | Les armoiries de Saint-Junien se blasonnent ainsi : D'azur, à un lion d'or couronné, armé et lampassé de gueules. (Malte-Brun, la France illustrée, tome V, 1884) |